# 4 Vesta
Vesta (denumirea planetei minore: 4 Vesta) este unul dintre cele mai mari obiecte din centura de asteroizi, cu un diametru mediu de 525 kilometri (326 mi). A fost descoperită de astronomul german Heinrich Wilhelm Matthias Olbers pe 29 martie 1807 și poartă numele lui Vesta, zeița fecioară a căminului și a vetrei din mitologia romană.
Vesta este considerat al doilea asteroid ca mărime, atât ca masă, cât și ca volum, după planeta pitică Ceres, deși în volum se suprapune cu incertitudinea în măsurătorile lui 2 Pallas.  Măsurătorile îi conferă un volum nominal doar puțin mai mare decât cel al lui Pallas (aproximativ 5% mai mare, care este magnitudinea incertitudinilor în măsurare), dar este cu 25% până la 30% mai masiv. Aceasta constituie aproximativ 9% din masa centurii de asteroizi. Vesta este singura protoplanetă stâncoasă rămasă cunoscută (cu interior diferențiat ) de tipul care a format planetele telurice. Numeroase fragmente din Vesta au fost aruncate în urma coliziunilor cu unu și două miliarde de ani în urmă, care au lăsat două cratere enorme ocupând o mare parte din emisfera sudică a Vestei. Resturile de la aceste evenimente au căzut pe Pământ ca meteoriți howardit-eucrit-diogenit (HED), care au fost o sursă bogată de informații despre Vesta.
Vesta este cel mai strălucitor asteroid vizibil de pe Pământ. Este în mod regulat la fel de strălucitor ca magnitudinea 5,1, moment în care este puțin vizibil cu ochiul liber. Distanța sa maximă față de Soare este puțin mai mare decât distanța minimă a lui Ceres față de Soare,  deși orbita sa se află în întregime în iteriorul celei a lui Ceres.
Sonda spațială Dawn a NASA a intrat pe orbită în jurul Vestei pe 16 iulie 2011 pentru o explorare de un an și a părăsit orbita Vestei pe 5 septembrie 2012 în drum spre destinația sa finală, Ceres. Cercetătorii continuă să examineze datele colectate de Dawn pentru informații suplimentare despre formarea și istoria Vestei.

## Istorie

### Descoperire

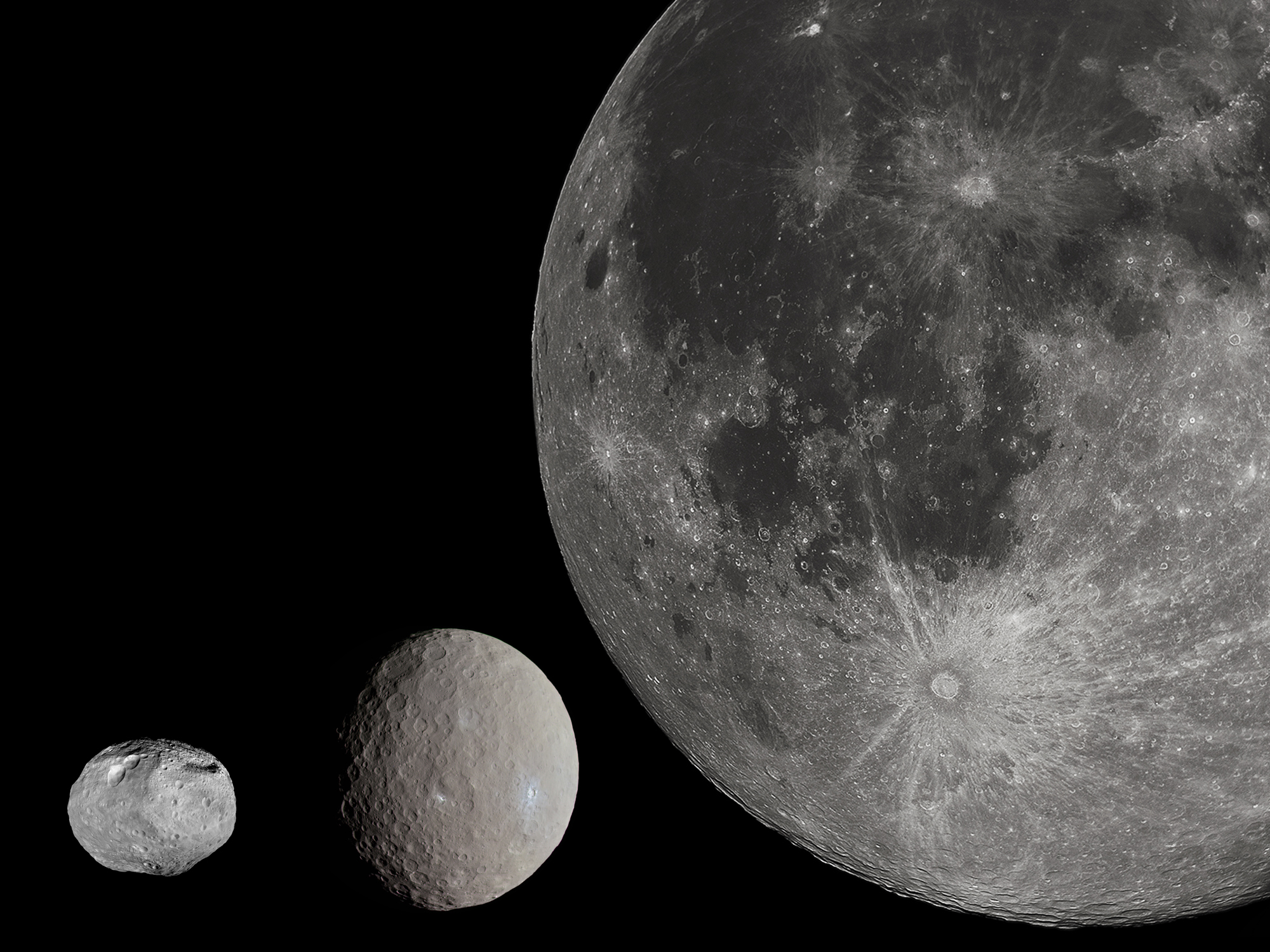
Vesta, Ceres și Luna cu dimensiuni afișate la scară

Heinrich Olbers l-a descoperit pe Palas în 1802, un an după descoperirea lui Ceres. El a propus ca cele două obiecte să fie rămășițele unei planete distruse. El a trimis o scrisoare cu propunerea sa astronomului britanic William Herschel, sugerând că o căutare în apropierea locațiilor unde s-au intersectat orbitele lui Ceres și Pallas ar putea dezvălui mai multe fragmente. Aceste intersecții orbitale au fost situate în constelațiile Cetus și Fecioara. Olbers și-a început căutarea în 1802, iar pe 29 martie 1807 a descoperit-o pe Vesta în constelația Fecioara - o coincidență, deoarece Ceres, Pallas și Vesta nu sunt fragmente ale unui corp mai mare. Deoarece asteroidul Juno a fost descoperit în 1804, acest lucru a făcut din Vesta al patrulea obiect identificat în regiunea care este acum cunoscută sub numele de centura de asteroizi. Descoperirea a fost anunțată într-o scrisoare adresată astronomului german Johann H. Schröter din 31 martie. Deoarece Olbers avea deja meritul pentru descoperirea unei planete (Pallas; la acea vreme, asteroizii erau considerați planete), el a dat onoarea de a numi noua sa descoperire matematicianului german Carl Friedrich Gauss, ale cărui calcule orbitale le-au permis astronomilor să confirme existența lui Ceres, primul asteroid și care calculase orbita noii planete în timpul remarcabil de scurt de 10 ore. Gauss s-a hotărât asupra zeiței fecioare romane a căminului și a vetrei, Vesta.

### Nume și simbol
Vesta a fost al patrulea asteroid care a fost descoperit, de unde și numărul 4 din denumirea sa oficială. Numele Vesta, sau variantele naționale ale acestuia, este în uz internațional, cu două excepții: Grecia și China. În greacă, numele adoptat a fost echivalentul elen al lui Vesta, Hestia ( 4 Εστία ); în română, acel nume este folosit pentru 46 Hestia (grecii folosesc numele „Hestia” pentru ambele, cu numerele planetelor minore folosite pentru dezambiguizare). În chineză, Vesta este numită „steaua zeului-vatră ”,灶神星zàoshénxīng, denumind asteroidul pentru rolul lui Vesta, similar cu numele chinezești de Uranus, Neptun și Pluto.
La descoperirea sa, Vesta a fost, ca și înaintea sa, Ceres, Pallas și Juno, clasificată ca planetă și a primit un simbol planetar. Simbolul reprezenta altarul Vestei cu focul său sacru și a fost proiectat de Gauss. În concepția lui Gauss, acum învechită, aceasta a fost desenată .. Simbolurile asteroizilor au fost retrase treptat din utilizarea astronomică după 1852, dar simbolurile pentru primii patru asteroizi au fost reînviate pentru astrologie în anii 1970. Varianta astrologică modernă abreviată a simbolului Vestei este (U+26B6 ⚶).
După descoperirea Vestei, nu au mai fost descoperite obiecte timp de 38 de ani, iar în acest timp se credea că Sistemul Solar are unsprezece planete. Cu toate acestea, în 1845, noi asteroizi au început să fie descoperiți într-un ritm rapid, iar până în 1851 erau cincisprezece, fiecare cu propriul simbol, în plus față de cele opt planete majore ( Neptun fusese descoperit în 1846). Curând a devenit clar că nu va fi practic să se inventeze noi simboluri planetare la infinit, iar unele dintre cele existente s-au dovedit dificil de desenat rapid. În acel an, problema a fost abordată de Benjamin Apthorp Gould, care a sugerat numerotarea asteroizilor în ordinea descoperirii lor și plasarea acestui număr într-un disc (cerc) ca simbol generic al unui asteroid. Astfel, al patrulea asteroid, Vesta, a dobândit simbolul generic ④. Acest lucru a fost în curând cuplat cu numele într-o desemnare oficială număr-nume, ④ Vesta, pe măsură ce numărul planetelor minore a crescut. Până în 1858, cercul fusese simplificat în paranteze, (4) Vesta, care erau mai ușor de tipărit. Alte semne de punctuație, cum ar fi 4) Vesta și 4, Vesta, au fost, de asemenea, folosite, dar au dispărut mai mult sau mai puțin complet până în 1949. Astăzi se folosește fie Vesta, fie, mai frecvent, 4 Vesta.

### Măsurători timpurii
Observațiile fotometrice ale lui Vesta au fost făcute la Observatorul Colegiului Harvard în 1880-1882 și la Observatoire de Toulouse în 1909. Acestea și alte observații au permis ca rata de rotație a lui Vesta să fie determinată până în anii 1950. Cu toate acestea, estimările timpurii ale vitezei de rotație au fost puse sub semnul întrebării deoarece curba de lumină includea variații atât în forma, cât și în albedo.
Estimările timpurii ale diametrului Vestei variau de la 383 kilometri (238 mi) în 1825, până la 444 kilometri (276 mi). EC Pickering a produs un diametru estimat de 513 ± 17 kilometri (319 ± 11 mi) în 1879, care este aproape de valoarea modernă pentru diametrul mediu, dar estimările ulterioare au variat de la un minim de 390 kilometri (242 mi) până la un maxim de 602 kilometri (374 mi) pe parcursul secolului următor. Estimările măsurate s-au bazat pe fotometrie. În 1989, interferometria speckle a fost folosită pentru a măsura o dimensiune care a variat între 498 și 548 kilometri (309 și 341 mi) în perioada de rotație. În 1991, a fost observată o ocultație a stelei SAO 93228 de către Vesta din mai multe locații din estul Statelor Unite și Canada. Pe baza observațiilor din 14 locuri diferite, cea mai bună potrivire a datelor a fost un profil eliptic cu dimensiuni de aproximativ 550 x 462. Dawn a confirmat această măsurătoare.Aceste măsurători vor ajuta la determinarea istoriei termice, dimensiunea nucleului, rolul apei în evoluția asteroizilor și ce meteoriți găsiți pe Pământ provin din aceste corpuri, cu scopul final de a înțelege condițiile și procesele prezente la cea mai veche epocă a sistemului solar și rolul conținutului de apă și al mărimii în evoluția planetară.
Vesta a devenit primul asteroid căruia i s-a determinat masa. La fiecare 18 ani, asteroidul 197 Arete se apropie de 0.04 UA de Vesta. În 1966, pe baza observațiilor asupra perturbațiilor gravitaționale ale lui Vesta cu Arete, Hans G. Hertz a estimat masa lui Vesta la (1.20±0.08)×10−10 M☉ ( mase solare ). Au urmat estimări mai rafinate, iar în 2001 perturbațiile lui 17 Thetis au fost folosite pentru a calcula masa lui Vesta să fie (1.31±0.02)×10−10 M☉. Dawn a determinat că este 1.3029×10−10 M☉.

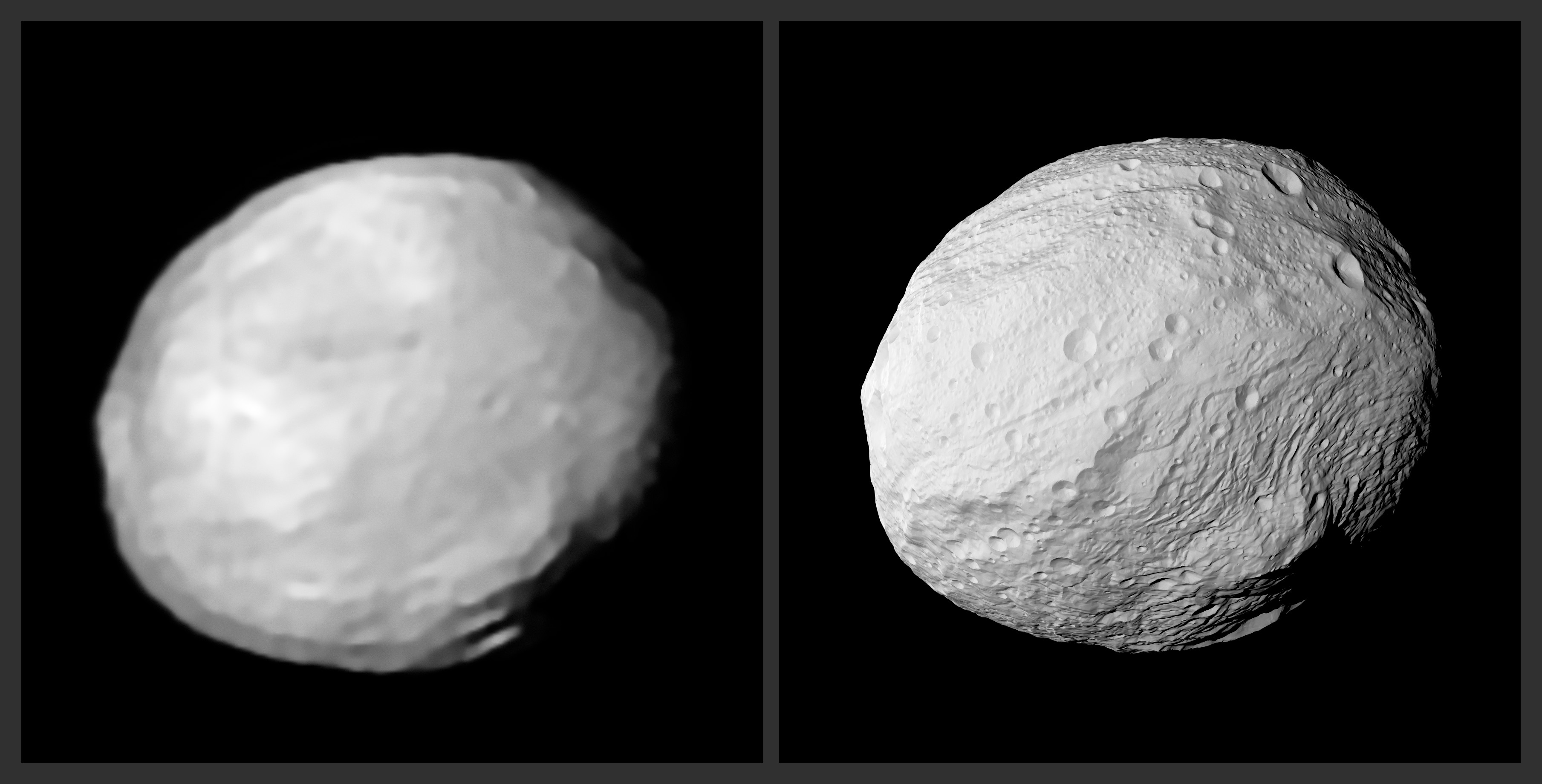
Imaginea SPHERE este afișată în stânga, cu o vedere sintetică derivată din imaginile Dawn afișată în dreapta pentru comparație.

## Orbită
Vesta orbitează Soarele între Marte și Jupiter, în centura de asteroizi, cu o perioadă de 3,6 ani, mai precis în centura interioară de asteroizi, în interiorul golului Kirkwood de la 2,50 AU. Orbita sa este moderat înclinată ( i = 7,1°, comparativ cu 7° pentru Mercur și 17° pentru Pluto ) și moderat excentrică ( e = 0,09, aproximativ la fel ca și pentru Marte).
Rezonanțe orbitale adevărate între asteroizi sunt considerate puțin probabile; din cauza maselor lor mici în raport cu separațiile lor mari, astfel de relații ar trebui să fie foarte rare. Cu toate acestea, Vesta este capabilă să captureze alți asteroizi în relații orbitale rezonante temporarae 1:1 (pentru perioade de până la 2 milioane de ani sau mai mult); au fost identificate aproximativ patruzeci de astfel de obiecte. Obiectele de mărimea unui decametru detectate în vecinătatea Vestei de către Dawn pot fi astfel de cvasateliți, mai degrabă decât sateliți reali.

## Rotație
Rotația lui Vesta este relativ rapidă pentru un asteroid (5,342 h) și progradă, cu polul nord îndreptat în direcția ascensiei drepte 20 h 32 min, declinație +48° (în constelația Cygnus ) cu o incertitudine de aproximativ 10°. Aceasta oferă o înclinare axială de 29°.

## Sisteme de coordonate
Există două sisteme de coordonate longitudinale utilizate pentru Vesta, cu meridiane prime separate de 150°. IAU a stabilit un sistem de coordonate în 1997 pe baza fotografiilor Hubble, cu meridianul principal traversând centrul Olbers Regio, o zonă întunecată de 200 km. Când Dawn a sosit la Vesta, oamenii de știință din misiune au descoperit că locația polului asumat de IAU era îndepărtată cu 10°, astfel că sistemul de coordonate IAU s-a mișcat pe suprafața Vestei cu 0,06° pe an și, de asemenea, că Olbers Regio nu era vizibilă de aproape și, prin urmare, nu a fost adecvată pentru a defini meridianul prim cu precizia de care aveau nevoie. Ei au corectat polul, dar au stabilit și un nou meridian prim la 4° de centrul lui Claudia, un crater bine definit de 700 de metri, despre care, spun ei, rezultă un set mai logic de quadrunghiuri de cartografiere. Toate publicațiile NASA, inclusiv imaginile și hărțile lui Vesta, folosesc meridianul Claudian, ceea ce este inacceptabil pentru IAU. Grupul de lucru al IAU privind coordonatele cartografice și elementele de rotație a recomandat un sistem de coordonate, corectând polul dar rotind longitudinea Claudiană cu 150° pentru a coincide cu Olbers Regio. A fost acceptat de IAU, deși perturbă hărțile pregătite de echipa Dawn, care au fost poziționate astfel încât să nu divizeze nicio formă majoră de relief.

## Caracteristici fizice

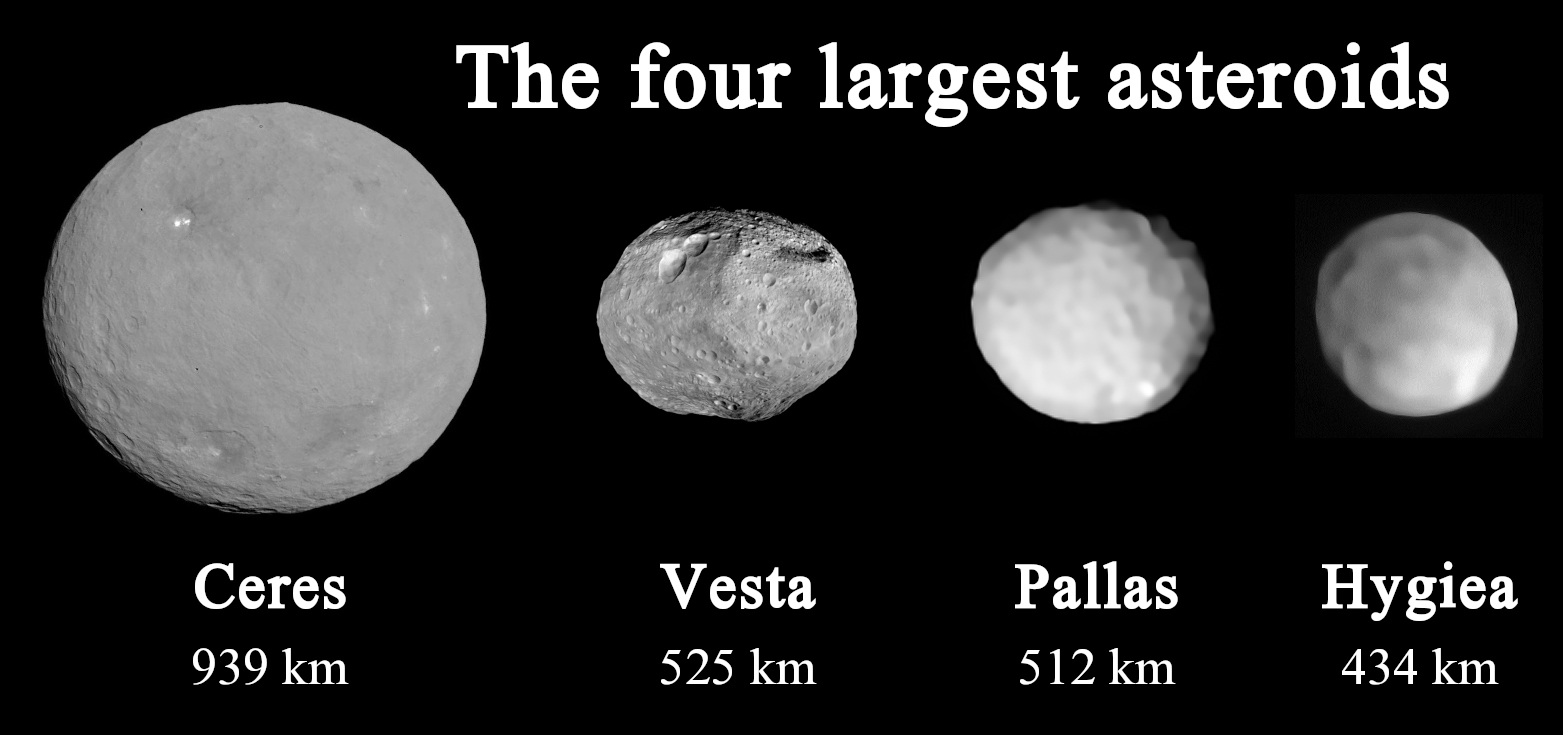
Dimensiunile relative ale celor mai mari patru asteroizi. Vesta este al doilea din stânga.

Vesta este al doilea cel mai masiv corp din centura de asteroizi, deși are doar 28% din masa lui Ceres. Totuși, se crede că Ceres este un intrus de dincolo de Jupiter; dacă este adevărat, Vesta ar fi cel mai masiv corp care s-a format în centura de asteroizi. Densitatea lui Vesta este mai mică decât cea a celor patru planete telurice, dar mai mare decât cea a majorității asteroizilor și a tuturor satliților din Sistemul Solar, cu excepția vulcanicului Io. Suprafața Vestei este aproximativ aceeași cu cea a Pakistanului, Venezuelei, Tanzaniei sau a Nigeriei (puțin sub 900.000 de kilometri pătrați). Are un interior diferențiat. Vesta este doar puțin mai mare (525.4±0.2 km) decât 2 Pallas (512±3 km) în volum, dar este cu aproximativ 25% mai masiv.
Forma lui Vesta este apropiată de un sferoid oblat relaxat gravitațional, dar concavitatea mare și proeminența de la polul sudic (vezi 'Formele de relief' de mai jos) combinate cu o masă mai mică de 5×1020 kg a împiedicat-o pe Vesta să fie considerată automat o planetă pitică în conformitate cu Rezoluția XXVI 5 a Uniunii Astronomice Internaționale (IAU). O analiză din 2012 a formei lui Vesta și a câmpului gravitațional folosind datele culese de sonda spațială Dawn a arătat că Vesta nu se află în prezent în echilibru hidrostatic.
S-a estimat că temperaturile de la suprafață se situează între aproximativ -20 °C cu Soarele deasupra capului, coborând la aproximativ -190 °C la polul de iarnă. Temperaturile tipice pe timp de zi și de noapte sunt -60 °C și -130 °C respectiv. Această estimare este pentru 6 mai 1996, foarte aproape de periheliu, deși detaliile variază oarecum în funcție de anotimp.

## Forme de relief
Înainte de sosirea navei spațiale Dawn, unele forme de relief Vestane au fost deja rezolvate folosind telescopul spațial Hubble și telescoape de la sol (de exemplu, Observatorul Keck). Sosirea lui Dawn în iulie 2011 a scos la iveală suprafața complexă a Vestei în detaliu.

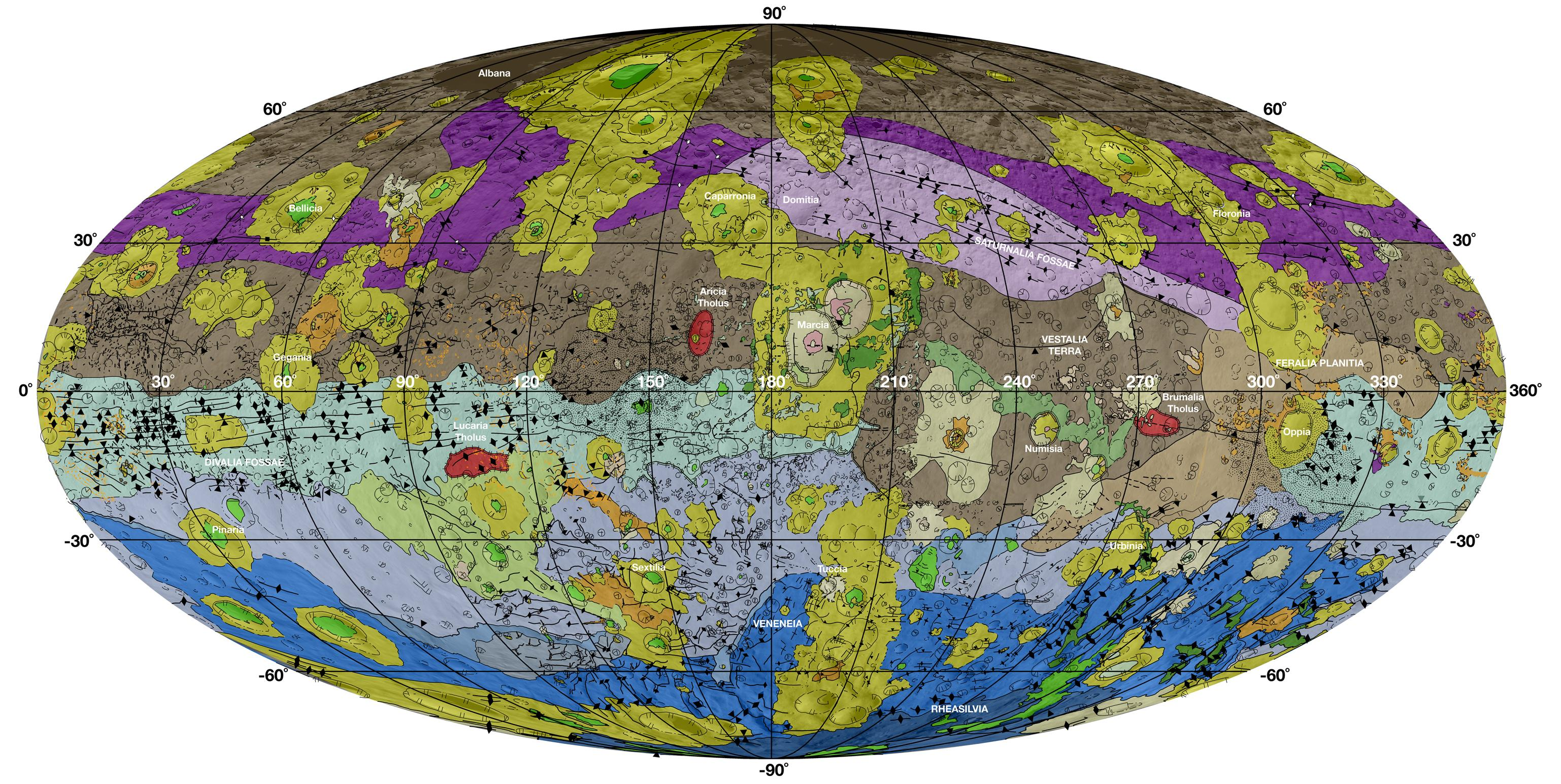
Harta geologică a Vestei. Cele mai vechi și puternic craterizate regiuni sunt maro; zonele modificate de impactul Veneneia și Rheasilvia sunt violet (Formațiunea Saturnalia Fossae, în nord) și, respectiv, cyan deschis (Formațiunea Divalia Fossae, ecuatorială), ; interiorul bazinului de impact Rheasilvia (în sud) este albastru închis, iar zonele învecinate ale resturilor Rheasilvia (inclusiv o zonă din Veneneia) sunt de culoare violet-albastru deschis; zonele modificate de impacturi mai recente sau de mișcarea de masă sunt galbene/portocalii sau, respectiv, verzi.

### Rheasilvia și Veneneia

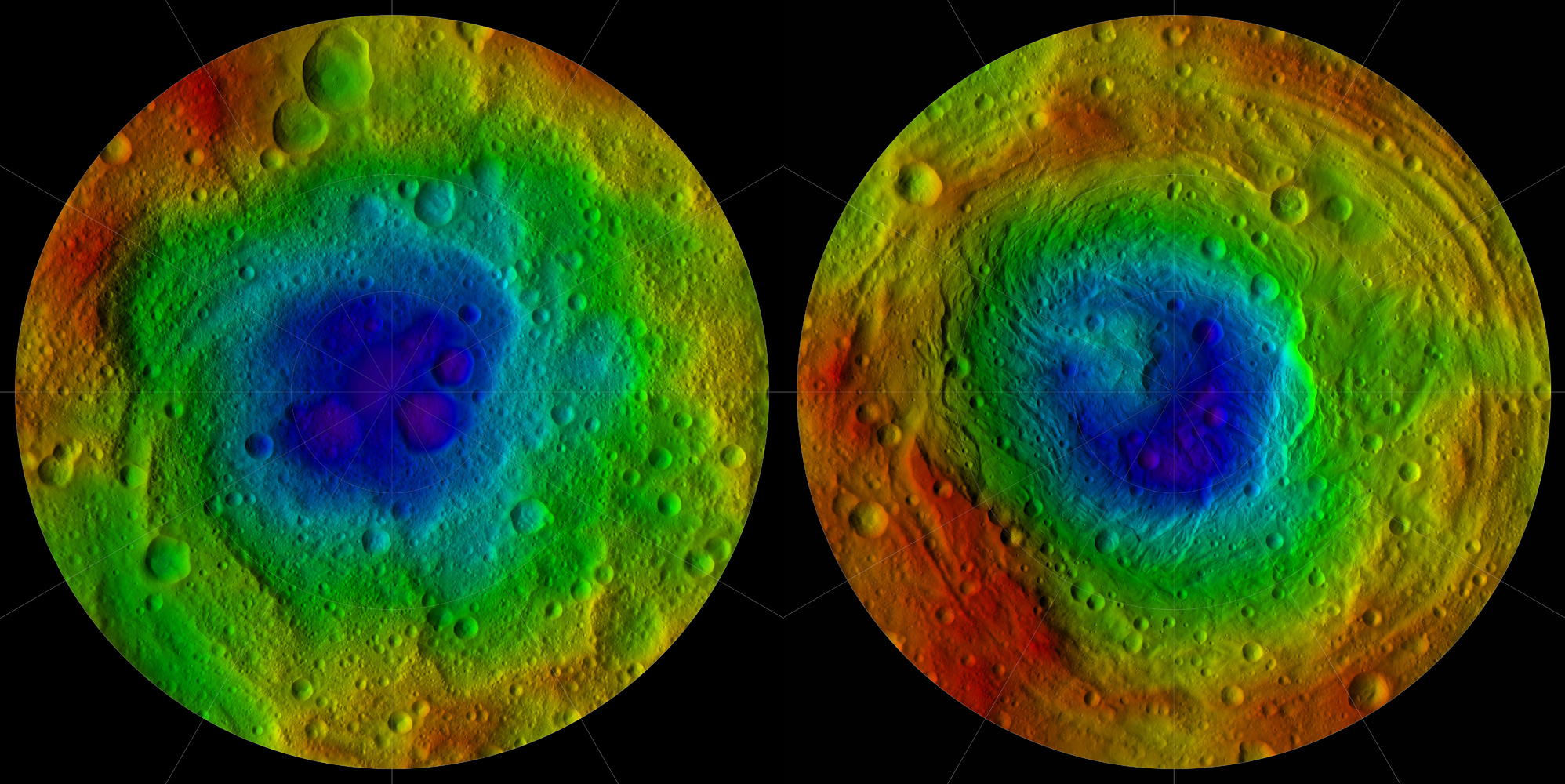
Emisfera nordică (stânga) și sudică (dreapta). Craterele „Omul de zăpadă” sunt în partea de sus a imaginii din stânga; Rheasilvia și Veneneia (verde și albastru) domină dreapta. În ambele se văd șanțuri paralele. Culorile celor două emisfere nu sunt la scară, și regiunea ecuatorială nu este afișată.

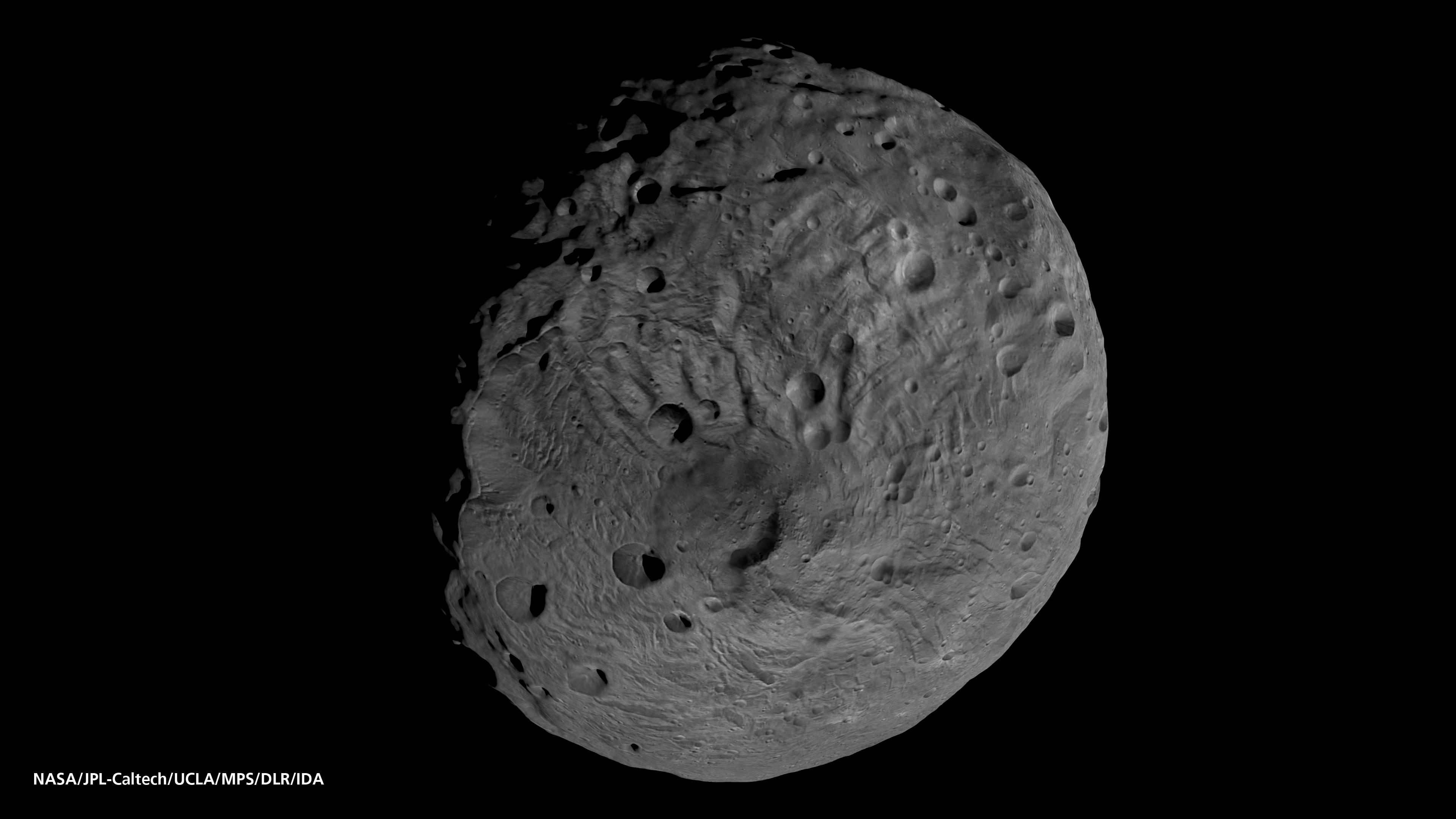
Polul sud al Vestei, arătând întinderea craterului Rheasilvia.

Cele mai proeminente dintre aceste forme de relief sunt două cratere enorme, cel de 500 kilometri (311 mi) -craterul Rheasilvia, centrat în apropierea polului sud, și cel de 400 kilometri (249 mi), craterul Veneneia. Craterul Rheasilvia este mai tânăr și se află deasupra craterului Veneneia. Echipa științifică Dawn a numit craterul mai tânăr și mai proeminent Rheasilvia, după mama lui Romulus și Remus și o fecioară vestală mitică. Lățimea sa este de 95% din diametrul mediu al lui Vesta. Craterul are o adâncime aproximativ 19 kilometri (12 mi). Un vârf central se ridică 23 kilometri (14 mi) deasupra celei mai joase părți măsurate a fundului craterului și cea mai înaltă parte măsurată a marginii craterului este la 31 kilometri (19 mi) deasupra celui mai jos punct al fundului craterului. Se estimează că impactul responsabil a excavat aproximativ 1% din volumul Vestei și este probabil ca familia Vesta și asteroizii de tip V să fie produsele acestei coliziuni. Dacă acesta este cazul, atunci faptul că fragmente de 10 km au supraviețuit bombardamentelor până în prezent indică faptul că craterul are cel mult aproximativ 1 miliard de ani. Ar fi, de asemenea, locul de origine al meteoriților HED. Toți asteroizii cunoscuți de tip V luați împreună reprezintă doar aproximativ 6% din volumul aruncat, restul fiind probabil fie în fragmente mici, aruncate prin apropierea de golul Kirkwood de 3:1 sau perturbați de efectul Yarkovsky sau de presiunea radiației. Analizele spectroscopice ale imaginilor Hubble au arătat că acest crater a pătruns adânc prin mai multe straturi distincte ale scoarței și, posibil, în manta, așa cum indică semnăturile spectrale ale olivinei.
Vârful mare din centrul Rheasilvia are de la 20 la 25 kilometri (12–16 mi) înălțime și 180 kilometri (112 mi) lățime, și este posibil rezultatul unui impact la scară planetară. 

### Alte cratere

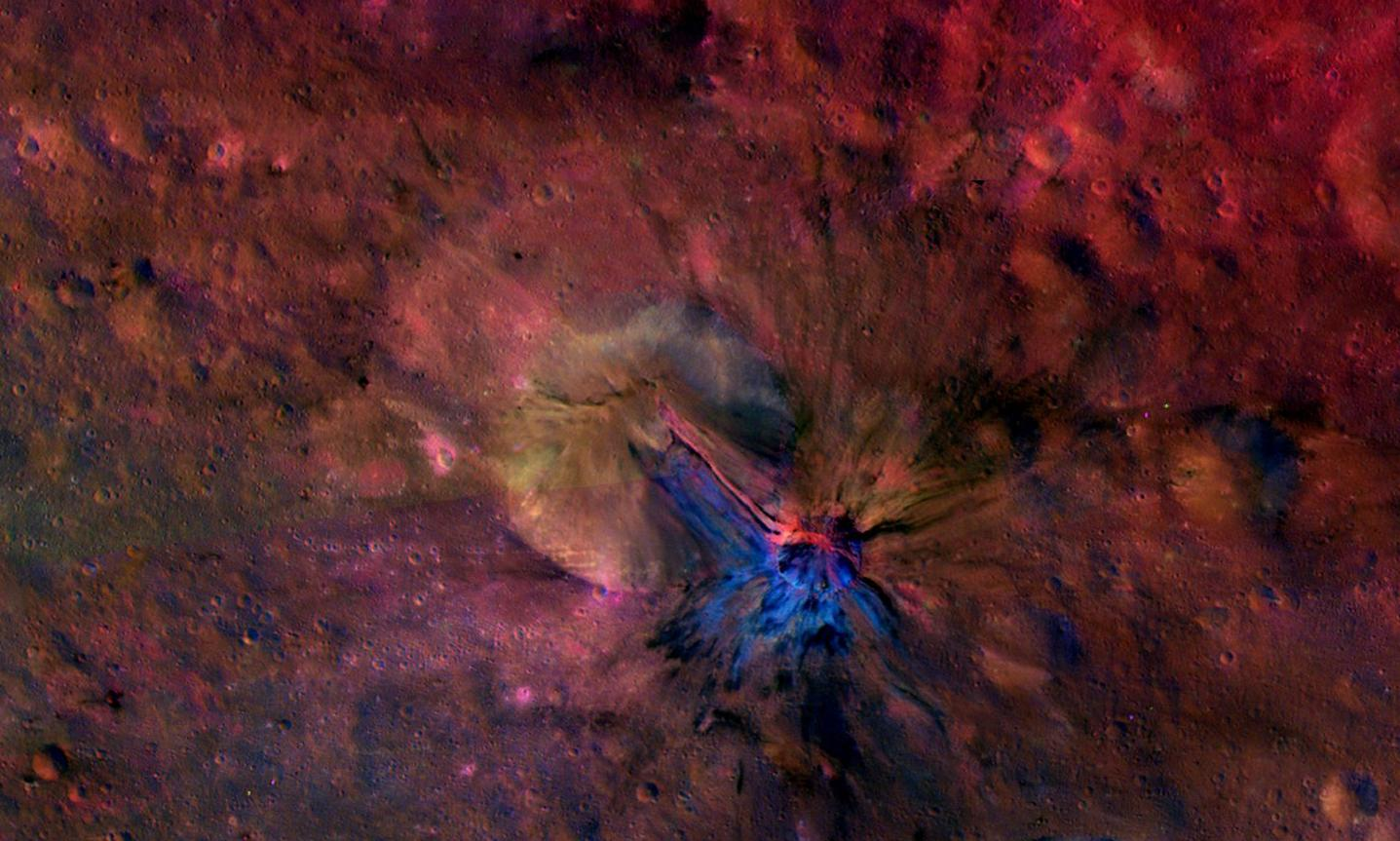
Craterul Aelia

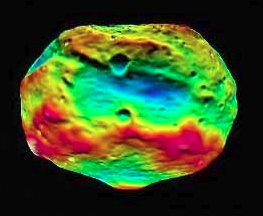
Feralia Planitia, un crater vechi, degradat, lângă ecuatorul Vestei (verde și albastru). Are și precede craterul Rheasilvia (verde în partea de jos).

Câteva cratere vechi și degradate rivalizează cu Rheasilvia și Veneneia ca mărime, deși niciunul nu este atât de mare. Acestea includ Feralia Planitia, prezentată în dreapta, care are 270 kilometri (168 mi). Cratere mai recente, mai ascuțite variază până la Varronilla de 158 kilometri (98 mi) și Postumia de 196 kilometri (122 mi).
Praful umple unele cratere, creând așa-numitele iazuri de praf. Sunt un fenomen în care buzunare de praf sunt văzute în corpurile cerești fără o atmosferă semnificativă. Acestea sunt depozite netede de praf acumulate în depresiuni de pe suprafața corpului (ca cratere), contrastând cu terenul stâncos din jurul lor.  Pe suprafața Vestei, s-au identificat atât iazuri de praf de tip 1 (formate din topitură de impact) cât și de tip 2 (create electrostatic) în intervalul 0˚–30°N/S, adică regiunea ecuatorială. Au fost identificate 10 cratere cu astfel de formațiuni. 

#### „Cratere om de zăpadă”
Craterele „om de zăpadă” este un nume informal dat unui grup de trei cratere adiacente din emisfera nordică a Vestei. Numele lor oficiale de la cel mai mare la cel mai mic (de la vest la est) sunt Marcia, Calpurnia și Minucia. Marcia este cel mai tânăr și se suprapune cu Calpurnia. Minucia este cel mai vechi.

### Șanțuri
Majoritatea regiunii ecuatoriale ale Vestei este sculptată de o serie de canale paralele. Cel mai mare se numește Divalia Fossa (10–20 km lățime, 465 km lungime). În ciuda faptului că Vesta are o șeptime din dimensiunea Lunii, Divalia Fossa este mult mai mare decât Marele Canion. O a doua serie, înclinată față de ecuator, se găsește mai la nord. Cea mai mare dintre șanțurile nordice se numește Saturnalia Fossa (≈ 40 km lățime, > 370 km lungime). Aceste canale sunt considerate a fi grabene la scară mare rezultate din impacturile care au creat craterele Rheasilvia și, respectiv, Veneneia. Sunt unele dintre cele mai lungi prăpastii din Sistemul Solar, aproape la fel de lungi ca Ithaca Chasma de pe Tethys. Canalele pot fi grabene care s-au format după ce un alt asteroid s-a ciocnit cu Vesta, proces care se poate întâmpla doar într-un corp care, ca și Vesta, este diferențiat. Diferențierea lui Vesta este unul dintre motivele pentru care oamenii de știință o consideră o protoplanetă.Alternativ, se propune ca șanțurile să fie sculpturi radiale create prin craterizarea secundară de la Rheasilvia.

### Compoziția suprafeței
Informațiile compoziționale de la spectrometrul vizibil și infraroșu (VIR), detectorul de raze gamma și neutroni (GRaND) și camera de încadrare (FC), toate indică faptul că majoritatea compoziției suprafeței Vestei este în concordanță cu compoziția de howardit, eucrit, și meteoriți diogeniți. Regiunea Rheasilvia este cea mai bogată în diogenit, în concordanță cu materialul excavat de impactul care a format Rheasilvia din adâncurile Vestei. Prezența olivinei în regiunea Rheasilvia ar fi, de asemenea, în concordanță cu excavarea materialului din manta. Cu toate acestea, olivina a fost detectată doar în regiuni localizate ale emisferei nordice, nu în Rheasilvia. Originea acestei olivine este în prezent necunoscută. Deși astronomii se așteptau ca olivina să provină din mantaua Vestei înainte de sosirea sondei Dawn, lipsa olivinei în bazinele de impact Rheasilvia și Veneneia complică această viziune. Ambele bazine de impact au excavat materialul vestian până la 60–100 km, mult mai adânc decât grosimea preconizată de ~30–40 km pentru scoarța lui Vesta. Scoarță Vestei poate fi mult mai groasă decât se aștepta sau evenimentele violente de impact care le-au creat pe Rheasilvia și Veneneia ar fi  putut amesteca materialul suficient pentru a ascunde olivina din observații. Alternativ, observațiile Dawn ale olivinei s-ar putea datora, în schimb, livrării de către impactori bogati în olivină, fără legătură cu structura internă a lui Vesta.

### Forme de relief asociate volatililor
Terenul cu gropi a fost observat în patru cratere de pe Vesta: Marcia, Cornelia, Numisia și Licinia. Formarea terenului cu gropi se propune a fi cauzată de degazarea materialului purtător de volatili încălzit la impact. Alături de terenul cu gropi, în craterele Marcia și Cornelia se găsesc rigole curbilinii. Rigolele curbilinii se termină în depozite lobate, care sunt uneori acoperite de teren cu gropi și se propune să s-au format prin fluxul tranzitoriu de apă lichidă după ce depozitele îngropate de gheață au fost topite de căldura impactului. Au fost detectate și materiale hidratate, multe dintre ele asociate cu zone de material întunecat. În consecință, se crede că materialul întunecat este compus în mare parte din condrită carbonică, care a fost depusă la suprafață în urma impactului. Condritele carbonice sunt comparativ bogate în OH legat mineralogic.

## Geologie

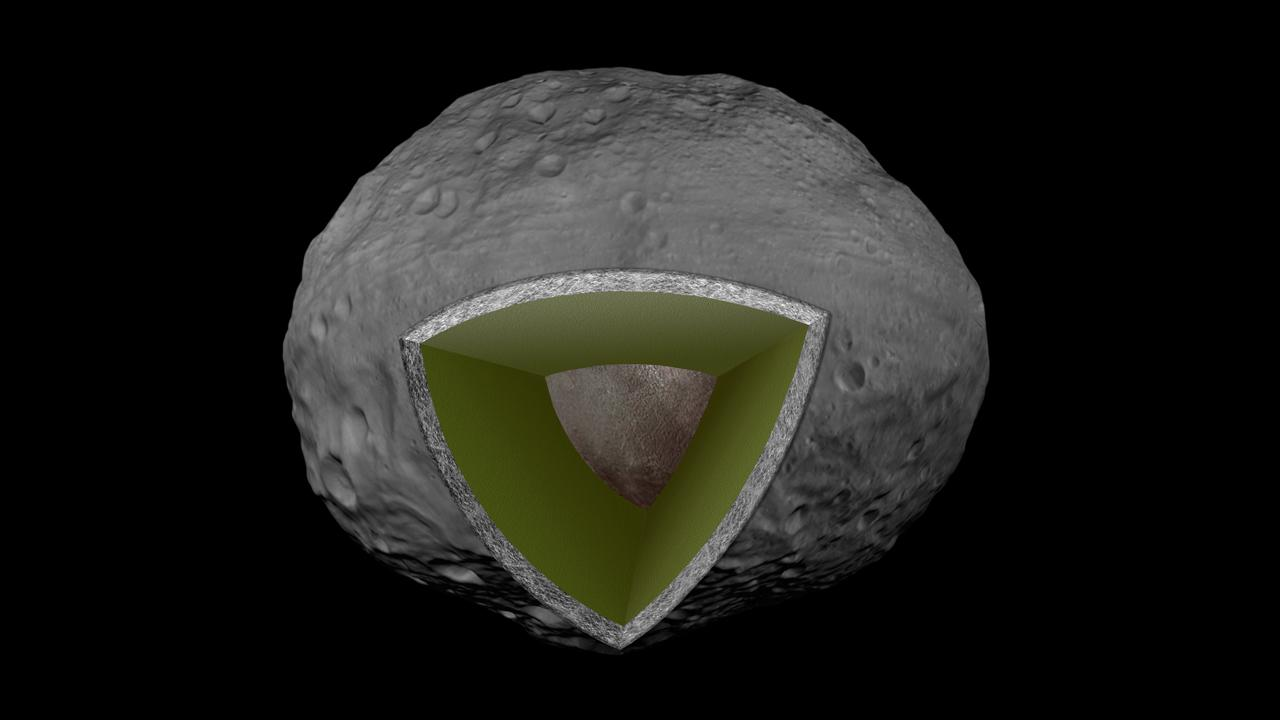
Schemă decupată a nucleului, mantalei și scoarței Vestane

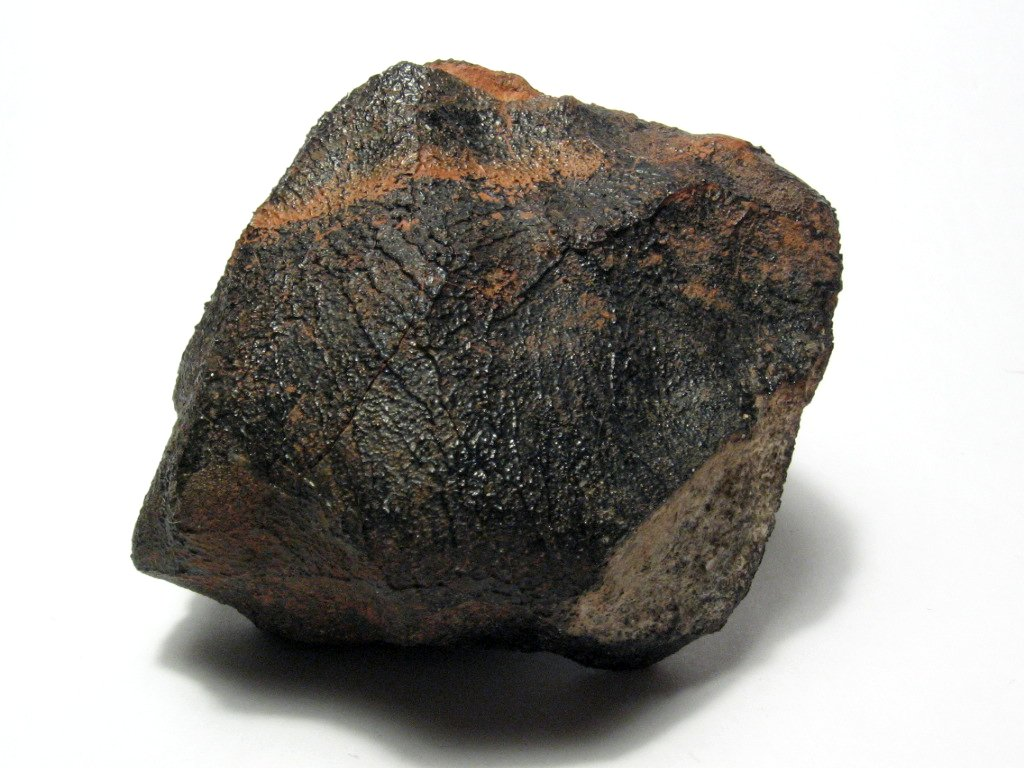
Meteorit de eucrit

Există o colecție mare de mostre potențiale de la Vesta accesibilă oamenilor de știință, sub forma a peste 1200 meteoriți HED (acondriți Vestani ), care oferă o perspectivă asupra istoriei și structurii geologice a Vestei. Studiile NASA Infrared Telescope Facility (NASA IRTF) ale asteroidului (237442) 1999 TA10 sugerează că acesta provine mai adânc din Vesta decât meteoriții HED.
Se crede că Vesta constă dintr-un nucleu metalic de fier-nichel 214–226 km în diametru, o manta de olivina stâncoasă suprapusă, cu o scoarță la suprafață. De la prima apariție a incluziunilor bogate în calciu-aluminiu (prima materie solidă din Sistemul Solar, formându-se aproximativ 4.567 miliarde de ani în urmă), o linie temporală probabilă este următoarea:
| 2–3 milioane de ani | Acreție finalizată |
| 4–5 milioane de ani | Topire completă sau aproape completă din cauza dezintegrarii radioactive a 26Al, ceea ce duce la separarea nucleului metalic    |
| 6–7 milioane de ani | Cristalizarea progresivă a unei mantale topite în convecție. Convecția sa oprit când aproximativ 80% din material a cristalizat |
| Extrudarea materialului topit rămas pentru a forma crusta, fie ca lave bazaltice în erupții progresive, fie formând un posibil ocean de magmă de scurtă durată.                           | |
| Straturile mai profunde ale scoarței se cristalizează pentru a forma roci plutonice, în timp ce bazaltul mai vechi este metamorfozat datorită presiunii straturilor de suprafață mai noi. | |
| Răcirea lentă a interiorului | |

Vesta este singurul asteroid intact cunoscut a cărui suprafață a fost refăcută în acest fel. Din această cauză, unii oameni de știință se referă la Vesta ca la o protoplanetă. Cu toate acestea, prezența meteoriților de fier și a claselor de meteoriți acondritici fără corpuri părinte identificate indică faptul că au existat odată și alte planetezimale diferențiate cu istorii magmatice, care de atunci au fost spulberate de impact.
| Un regolit litificat, sursa de howardite și eucrite breciate.                           |
| Curgeri de lavă bazaltică, o sursă de eucrite necumulate.                               |
| Roci plutonice formate din piroxen, pigeonit și plagioclază, sursa de eucrite cumulate. |
| Roci plutonice bogate în ortopiroxen cu granule mari, sursă de diogenite.               |

Pe baza dimensiunilor asteroizilor de tip V (se crede că sunt bucăți din scoarța lui Vesta aruncate în timpul impacturilor mari) și adâncimea craterului Rheasilvia (vezi mai jos), se crede că scoarța areaproximativ 10 kilometri (6 mi) grosime. Descoperirile de la sonda spațială Dawn au găsit dovezi că canalurile care se înfășoară în jurul Vestei ar putea fi formate prin linii de falie induse de impact (vezi secțiunea Șanțuri de mai sus), ceea ce înseamnă că Vesta are o geologie mai complexă decât alți asteroizi. Interiorul diferențiat al lui Vesta implică faptul că a fost în echilibru hidrostatic și, prin urmare, o planetă pitică în trecut, dar nu este astăzi. Impacturile care au creat craterele Rheasilvia și Veneneia au avut loc atunci când Vesta nu mai era suficient de caldă și plastică pentru a reveni la o formă de echilibru, distorsionându-i forma cândva rotunjită și interzicându-i să fie clasificată astăzi drept planetă pitică.

### Regolit
Suprafața Vestei este acoperită de regolit diferit de cel găsit pe Lună sau pe asteroizi precum Itokawa. Acest lucru se datorează faptului că degradarea spațială acționează diferit. Suprafața Vestei nu prezintă nicio urmă semnificativă de fier nanofază, deoarece vitezele de impact asupra Vestei sunt prea mici pentru a face din topirea și vaporizarea rocilor un proces apreciabil. În schimb, evoluția regolitului este dominată de breciare și amestecarea ulterioară a componentelor deschise și întunecate. Componenta întunecată se datorează probabil căderii materialelor carbonice, în timp ce componenta deschisă este solul bazaltic original de pe Vesta.

## Fragmente
Unele corpuri mici din Sistemul Solar sunt suspectate a fi fragmente din Vesta cauzate de impacturi. Asteroizii Vestiani și meteoriții HED sunt exemple. S-a stabilit că asteroidul de tip V 1929 Kollaa are o compoziție asemănătoare meteoriților de eucrit cumulați, indicând originea sa din adâncul scoarței lui Vesta.
Vesta este în prezent unul dintre cele șapte corpuri identificate din Sistemului Solar din care avem mostre fizice, provenind de la un număr de meteoriți suspectați a fi fragmente Vestane. Se estimează că 1 din 16 meteoriți provin din Vesta. Celelalte mostre identificate din Sistemul Solar sunt de pe Pământ însuși, meteoriți de pe Marte, meteoriți de pe Lună și mostre returnate de pe Lună, cometa Wild 2 și asteroizii 25143 Itokawa și 162173 Ryugu. 

## Explorare

Animație 's traiectoriei Dawn din 27 septembrie 2007 până în 5 octombrie 2018
Dawn
Pământul
Marte
4 Vesta
1 Ceres

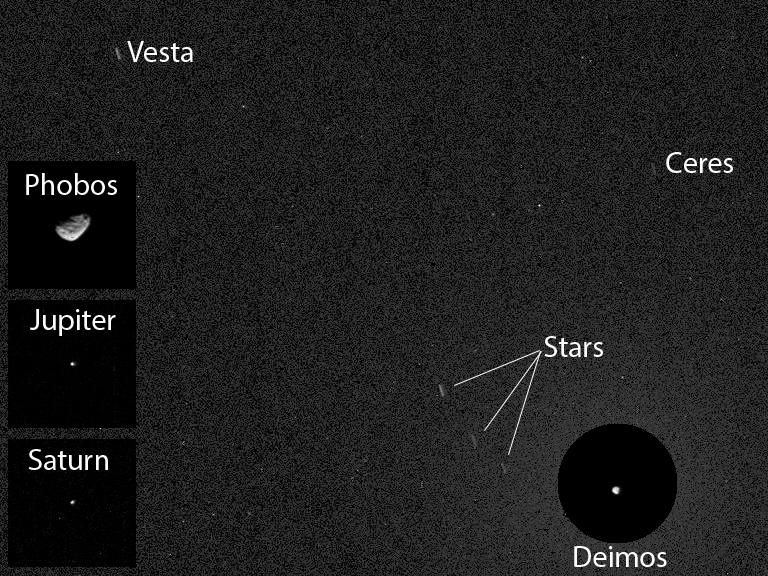
Prima imagine a asteroizilor (Ceres și Vesta) făcută de pe Marte. Imaginea a fost realizată de roverul Curiosity pe 20 aprilie 2014.

Animație a traiectoriei lui Dawn în jurul lui 4 Vesta din 15 iulie 2011 până în 10 septembrie 2012
Dawn
4 Vesta

În 1981, o propunere pentru o misiune către asteroizi a fost înaintată Agenției Spațiale Europene (ESA). Denumită Asteroidal Gravity Optical and Radar Analysis (AGORA), această navă spațială urma să se lanseze în perioada 1990-1994 și să efectueze două survolări ale asteroizilor mari. Ținta preferată pentru această misiune a fost Vesta. AGORA ar ajunge la centura de asteroizi fie printr-o traiectorie de praștie gravitațională dincolo de Marte, fie cu ajutorul unui mic motor ionic. Cu toate acestea, propunerea a fost refuzată de ESA. O misiune comună către asteroizi NASA – ESA a fost apoi întocmită pentru Multiple Asteroid Orbiter with Solar Electric Propulsion (MAOSEP), cu unul dintre profilele misiunii incluzând o orbită a lui Vesta. NASA a indicat că nu sunt interesați de o misiune către asteroizi. În schimb, ESA a realizat un studiu tehnologic al unei nave spațiale cu o unitate ionică. Alte misiuni către centura de asteroizi au fost propuse în anii 1980 de Franța, Germania, Italia și Statele Unite, dar niciuna nu a fost aprobată. Explorarea Vestei prin zbor și penetrator de impact a fost a doua țintă principală a primului plan al misiunii sovietice Vesta, dezvoltat în cooperare cu țările europene pentru realizarea în 1991–1994, dar anulat din cauza dizolvării Uniunii Sovietice.

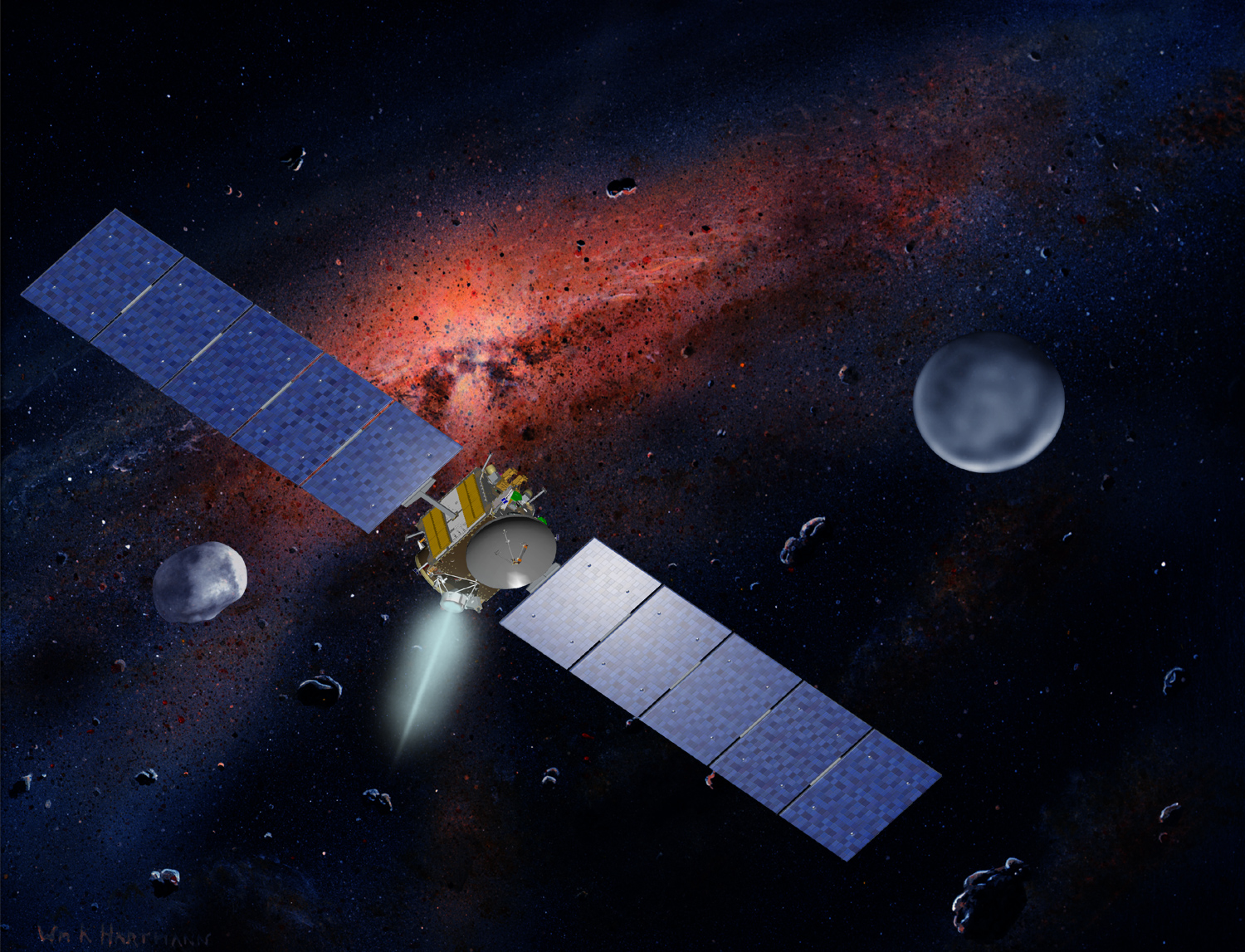
Concepția artistului despre Dawn care o orbitează pe Vesta

La începutul anilor 1990, NASA a inițiat Programul Discovery, care urma să fie o serie de misiuni științifice cu costuri reduse. În 1996, echipa de studiu a programului a recomandat o misiune de explorare a centurii de asteroizi folosind o navă spațială cu un motor ionic ca prioritate ridicată. Finanțarea acestui program a rămas problematică timp de câțiva ani, dar până în 2004 vehiculul Dawn trecuse de revizuirea critică a designului și construcția a continuat.
S-a lansat pe 27 septembrie 2007 ca prima misiune spațială către Vesta. Pe 3 mai 2011, Dawn a făcut prima sa imagine de țintire de la 1,2 milioane de kilometri de Vesta. Pe 16 iulie 2011, NASA a confirmat că a primit telemetrie de la Dawn care indică faptul că nava spațială a intrat cu succes pe orbită în jurul lui Vesta. Era programat să o orbiteze pe Vesta timp de un an, până în iulie 2012. Sosirea lui Dawn a coincis cu sfârșitul verii în emisfera sudică a Vestei, cu craterul mare de la polul sudic al Vestei ( Rheasilvia ) în lumina soarelui. Deoarece un anotimp pe Vesta durează unsprezece luni, emisfera nordică, inclusiv fracturile de compresie anticipate vizavi de crater, ar deveni vizibile pentru camerele lui Dawn înainte de a părăsi orbita. Dawn a părăsit orbita din jurul Vestei pe 4 septembrie 2012 11:26 p.m. PDT pentru a călători spre Ceres.
NASA/DLR a lansat imagini și informații rezumate de pe o orbită de sondaj, două orbite la mare altitudine (60–70 m/pixel) și o orbită de cartografiere la altitudine joasă (20 m/pixel), inclusiv modele digitale de teren, videoclipuri și atlasuri. Oamenii de știință l-au folosit pe Dawn și pentru a calcula masa și câmpul gravitațional al lui Vesta. Determinarea ulterioară a componentei J2 a dat o estimare a diametrului miezului de aproximativ 220 km presupunând o densitate crustală similară cu cea a HED.
Datele Dawn pot fi accesate de public pe site-ul web UCLA.

### Observații de pe orbita Pământului

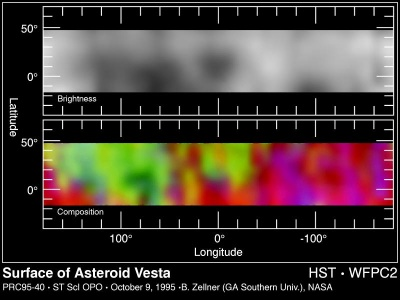
Hărți Albedo și spectrale cu 4 Vesta, așa cum au fost determinate din imaginile telescopului spațial Hubble din noiembrie 1994
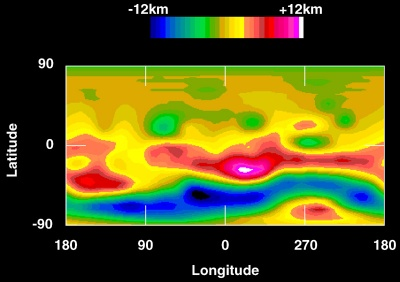
Harta de altitudine a lui 4 Vesta, determinată din imaginile telescopului spațial Hubble din mai 1996
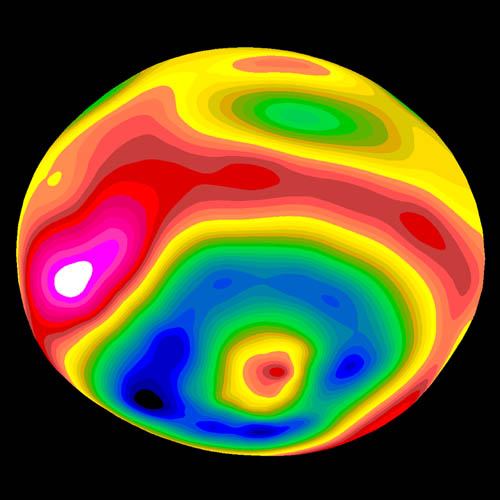
Diagramă de altitudine a lui 4 Vesta (după cum este determinată din imaginile telescopului spațial Hubble din mai 1996) văzută din sud-est, arătând craterul Rheasilvia la polul sud și Feralia Planitia lângă ecuator
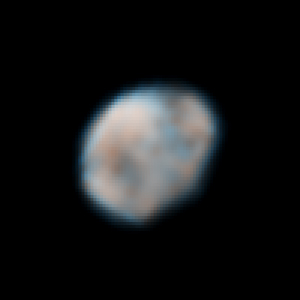
Vesta văzută de telescopul spațial Hubble în mai 2007
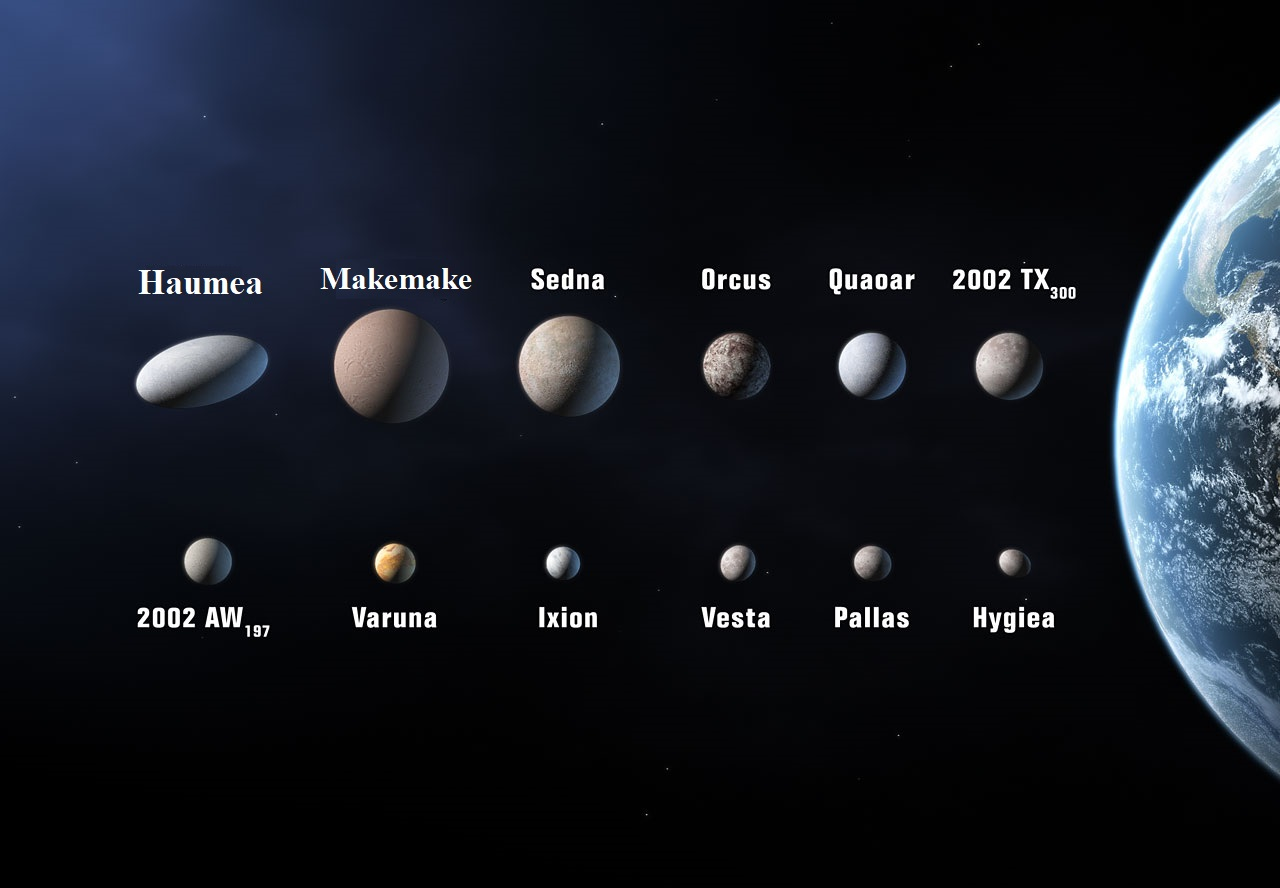
Proiectul de propunere a IAU din 2006 privind definirea unei planete a enumerat Vesta drept candidat.[108] Vesta este afișată a patra din stânga de-a lungul rândului de jos.

### Observații dinDawn
Vesta pe măsură ce nava spațială Dawn se apropie și intră pe orbită:

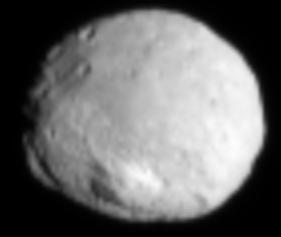
Vesta de la 100,000 km  (1 iulie 2011)
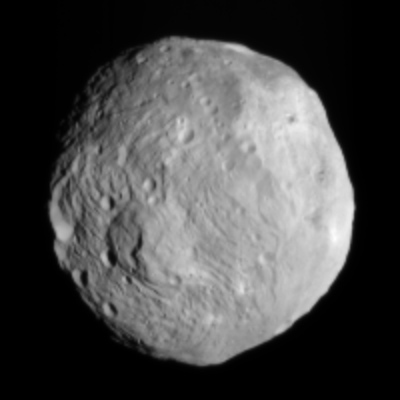
Vesta de la 41,000 km  (9 iulie 2011)
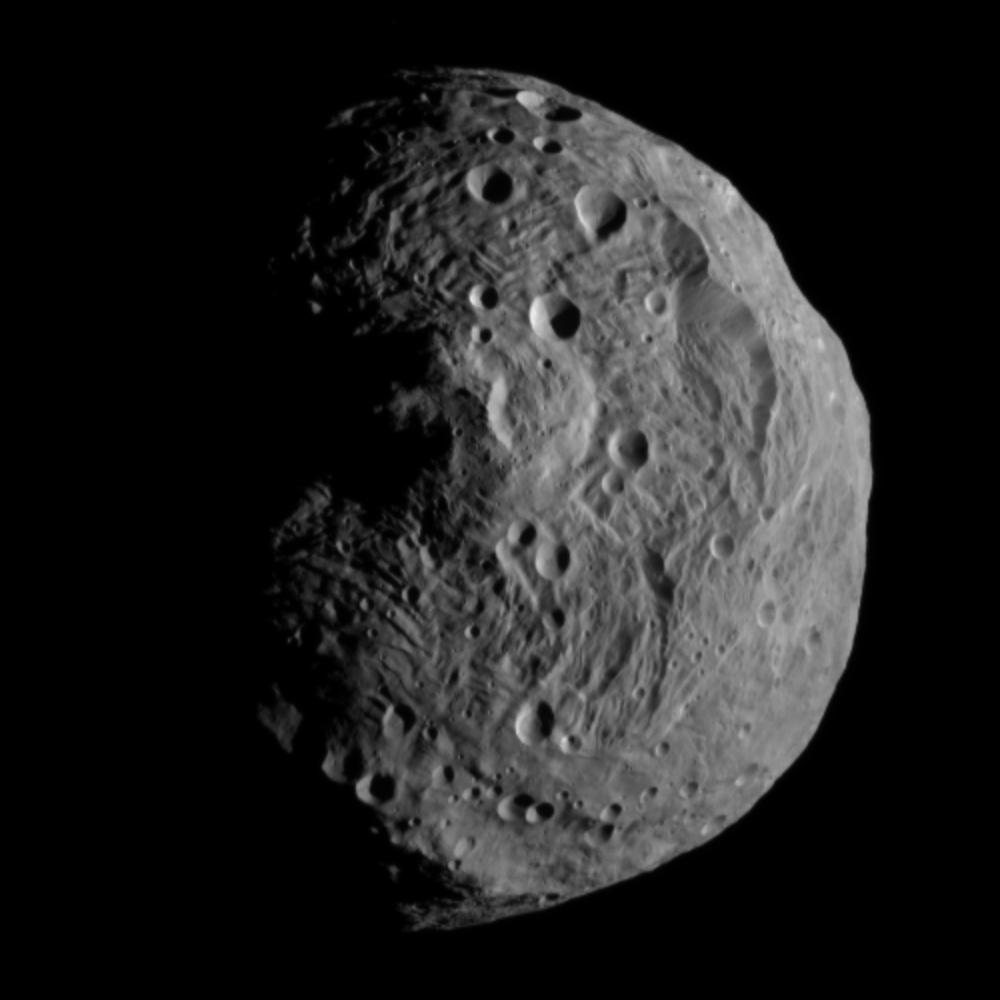
În orbită la 16,000 km  (17 iulie 2011)
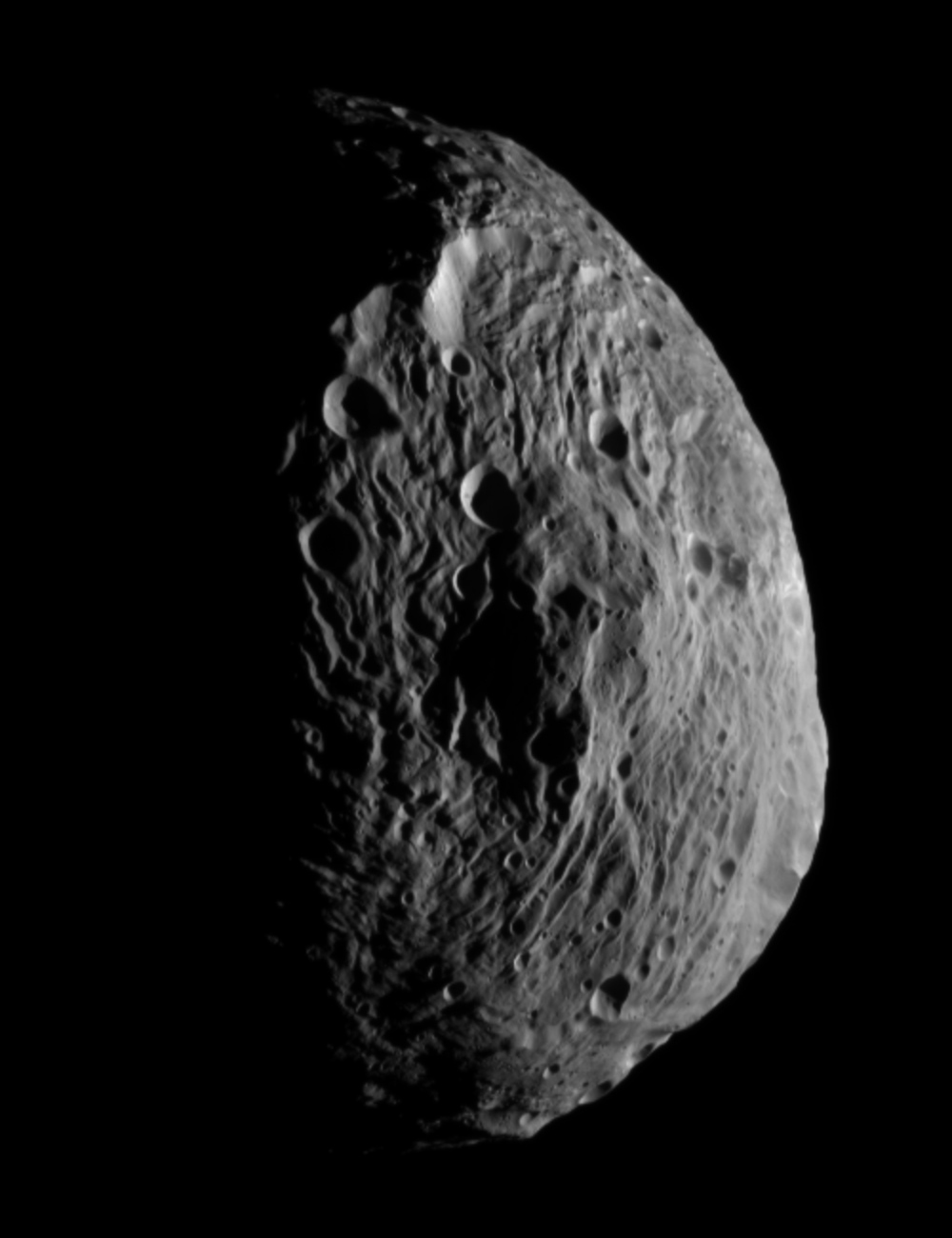
În orbită la 10,500 km  (18 iulie 2011)
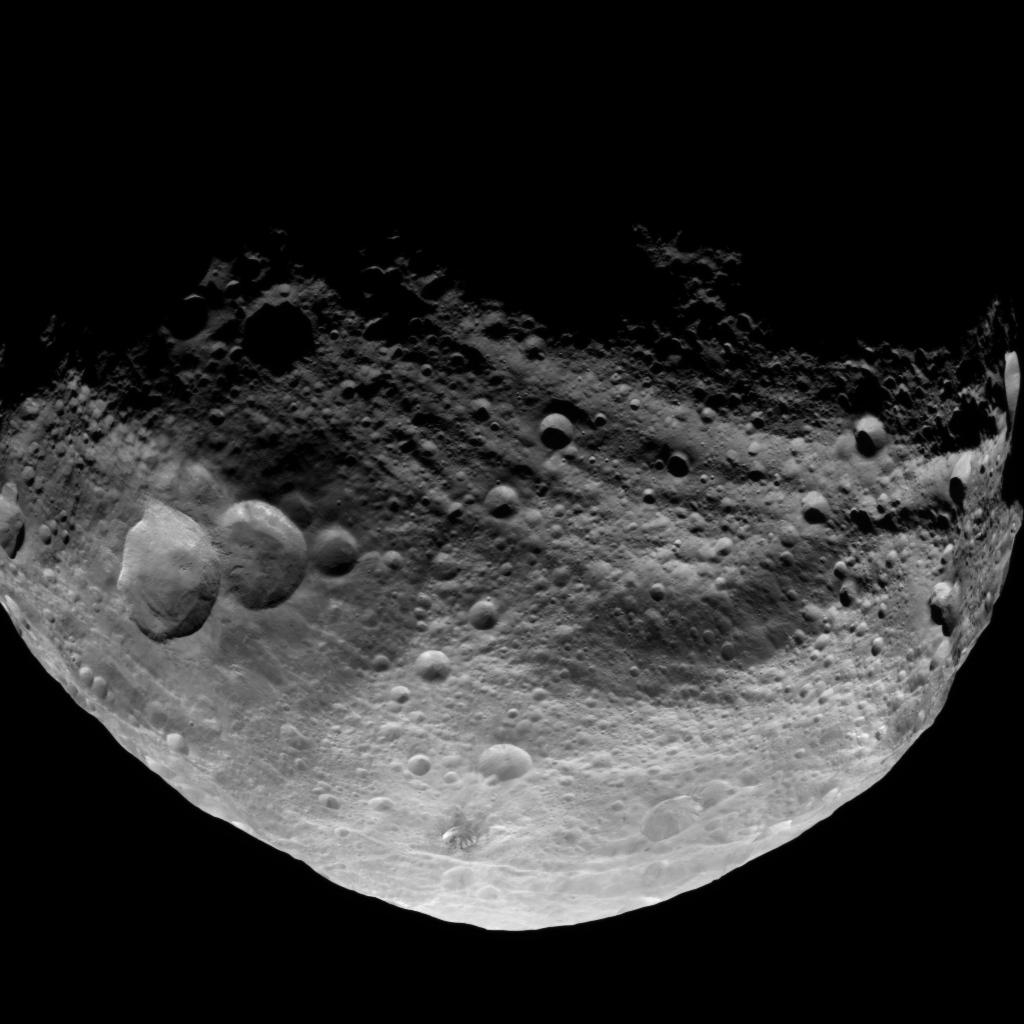
Emisfera nordică de la 5,200 km  (23 iulie 2011)
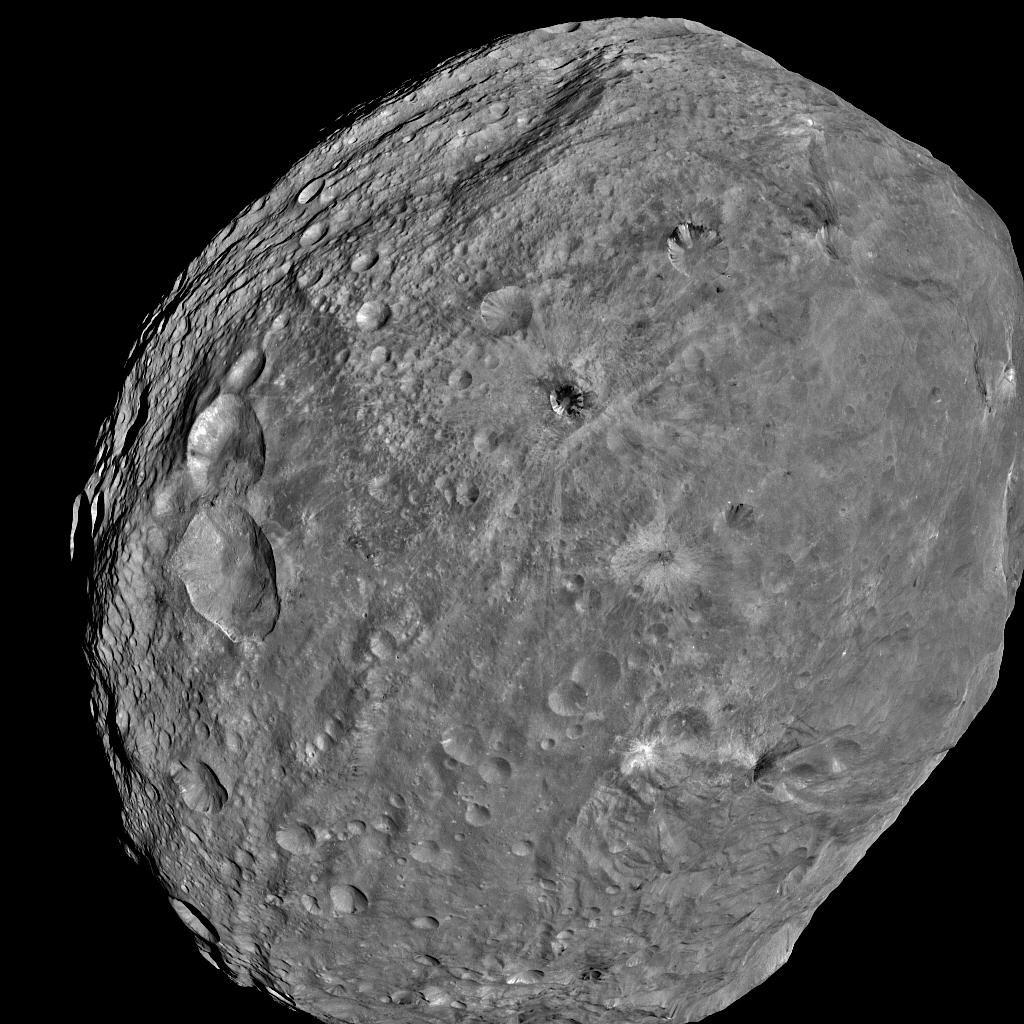
În orbită la 5,200 km  (24 iulie 2011)
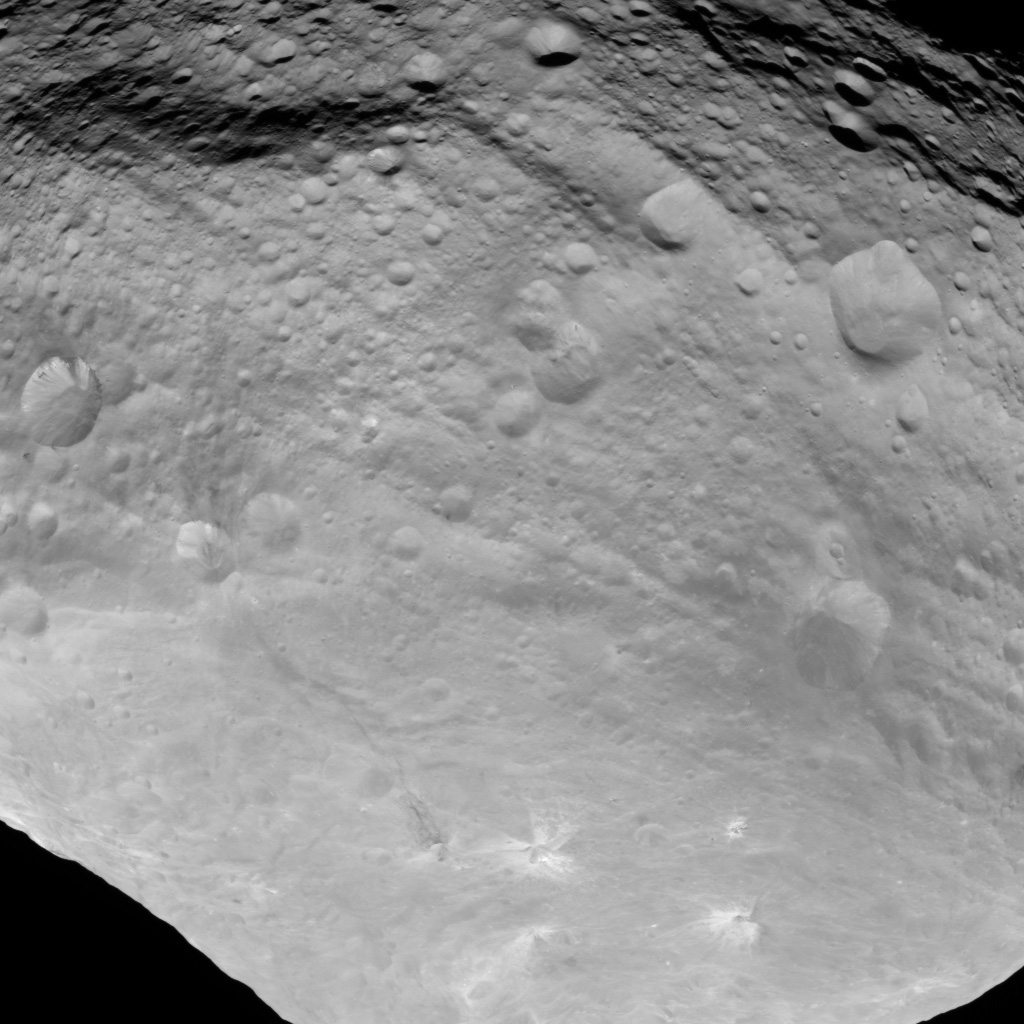
În orbită la 3,700 km  (31 iulie 2011)
Rotație completă (1 august 2011)
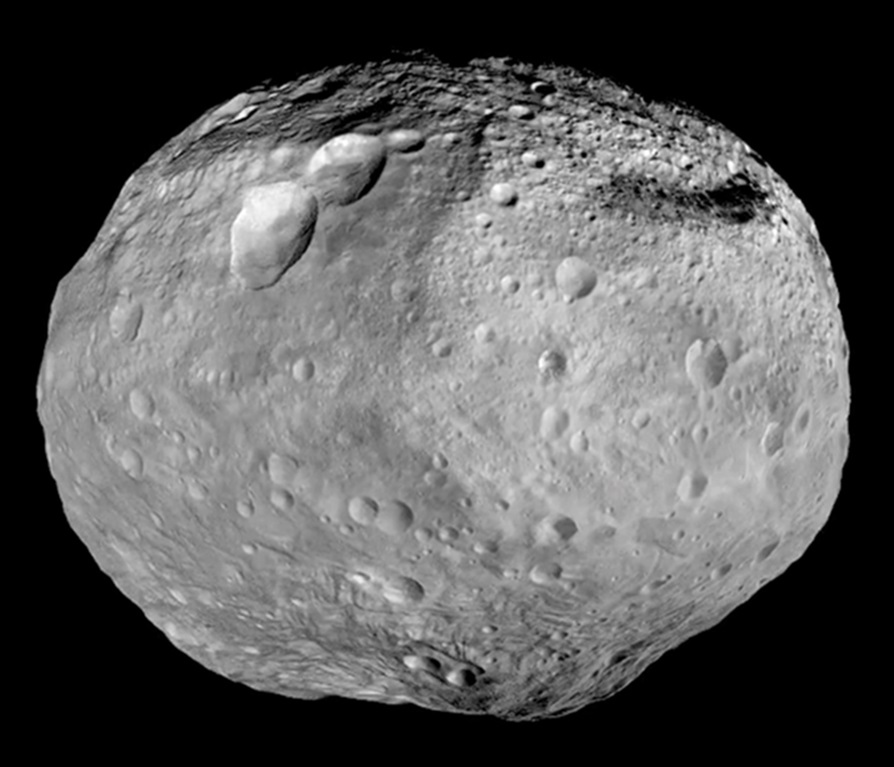
Imagine greyscale compusă
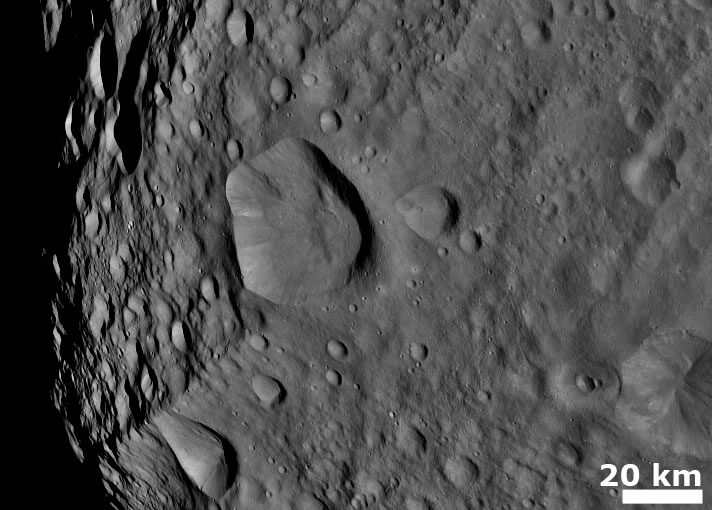
Teren cu cratere cu dealuri și creste (6 august 2011)
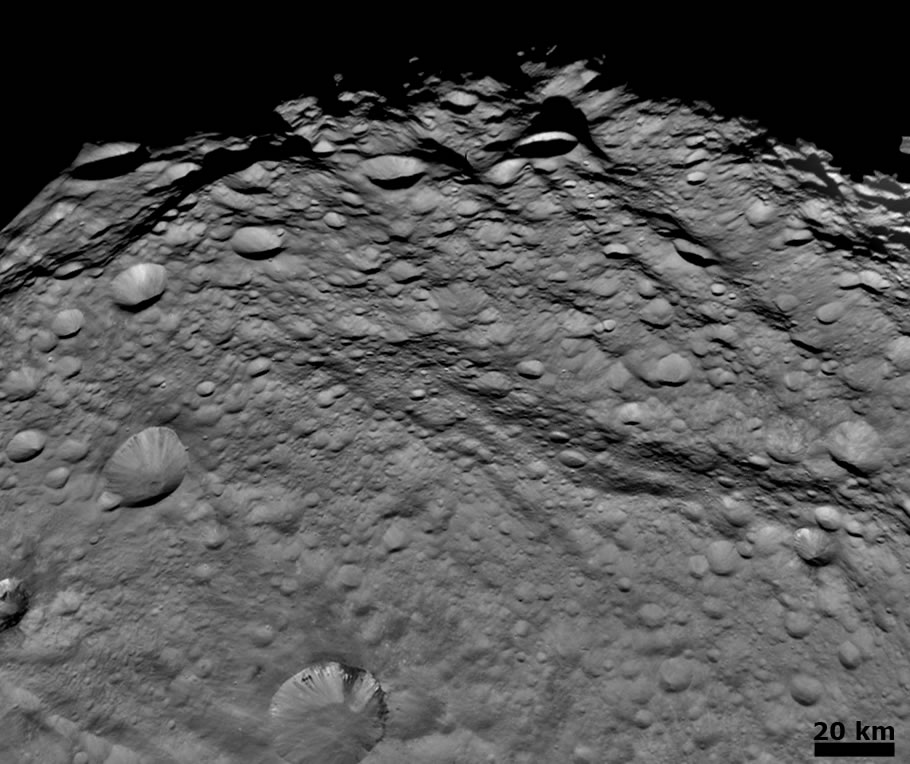
Teren cu multe cratere (6 august 2011)
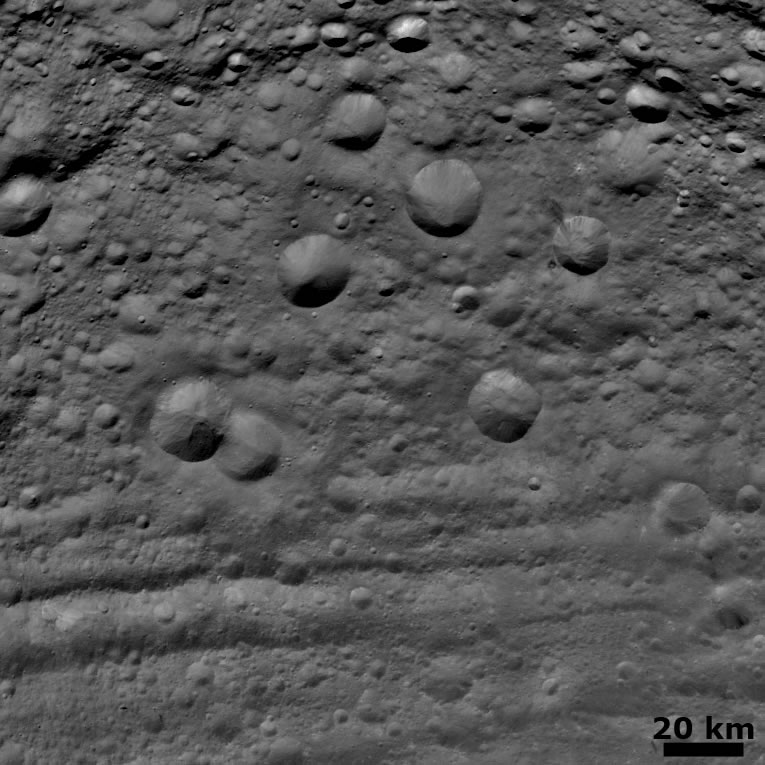
Cratere Vestane în diferite stări de degradare, cu canale în josul imaginii (6 august 2011)
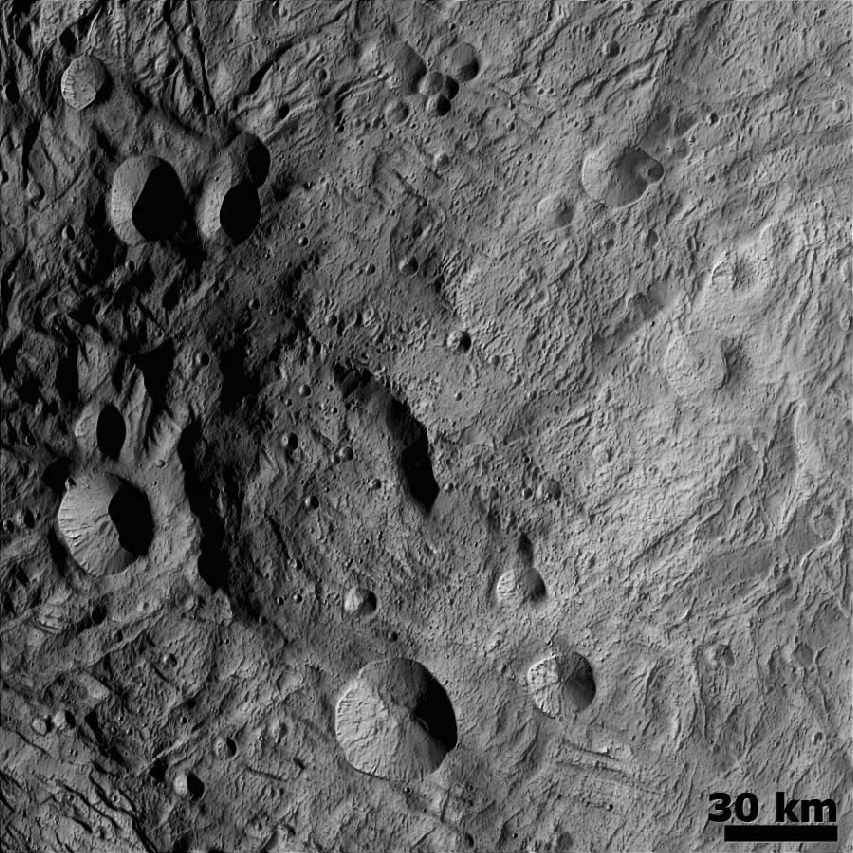
Movilă centrală umbrită de deal la polul sudic al Vestei  (2 februarie 2015)

#### Imagini în culoare adevărată

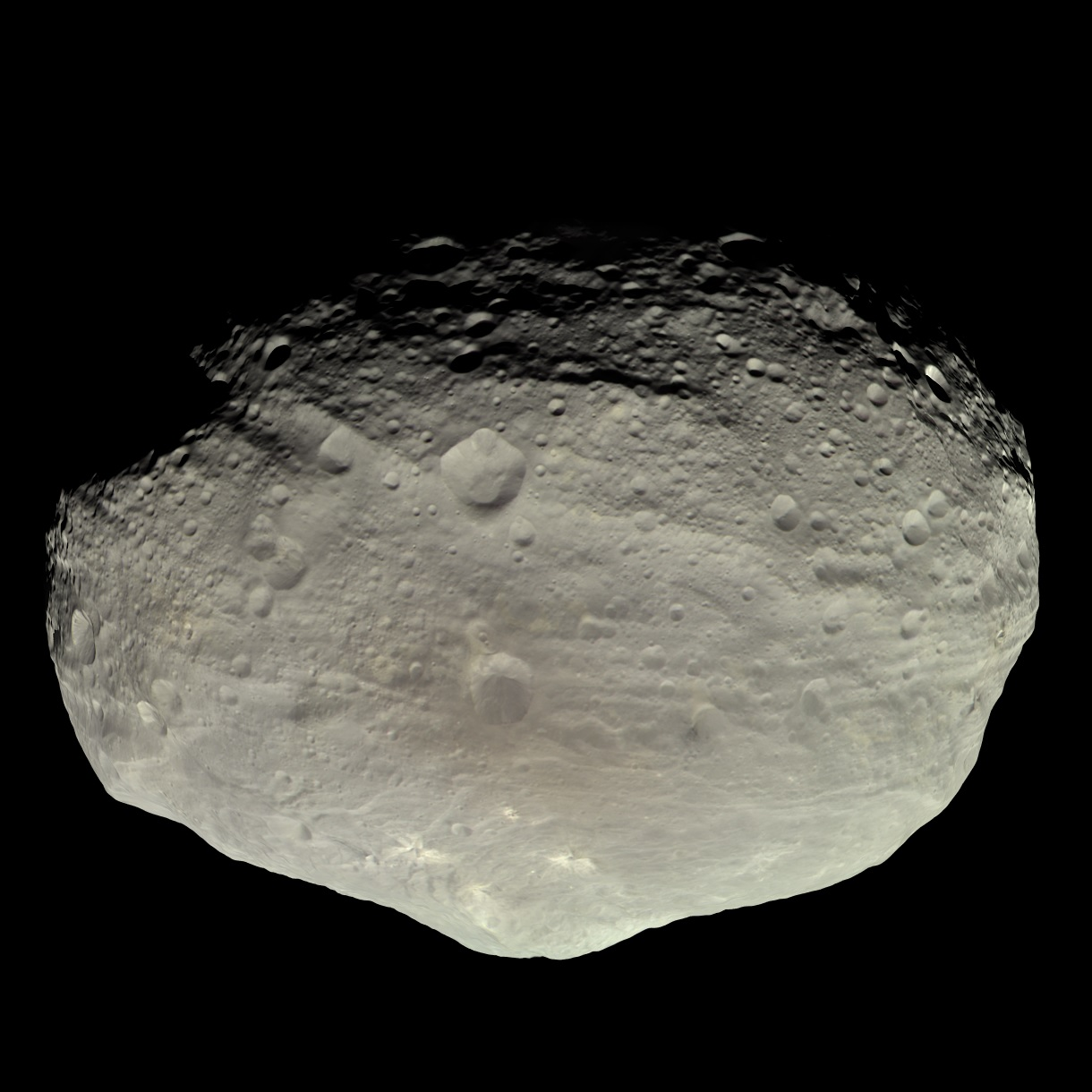
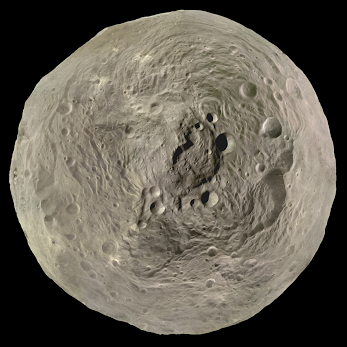
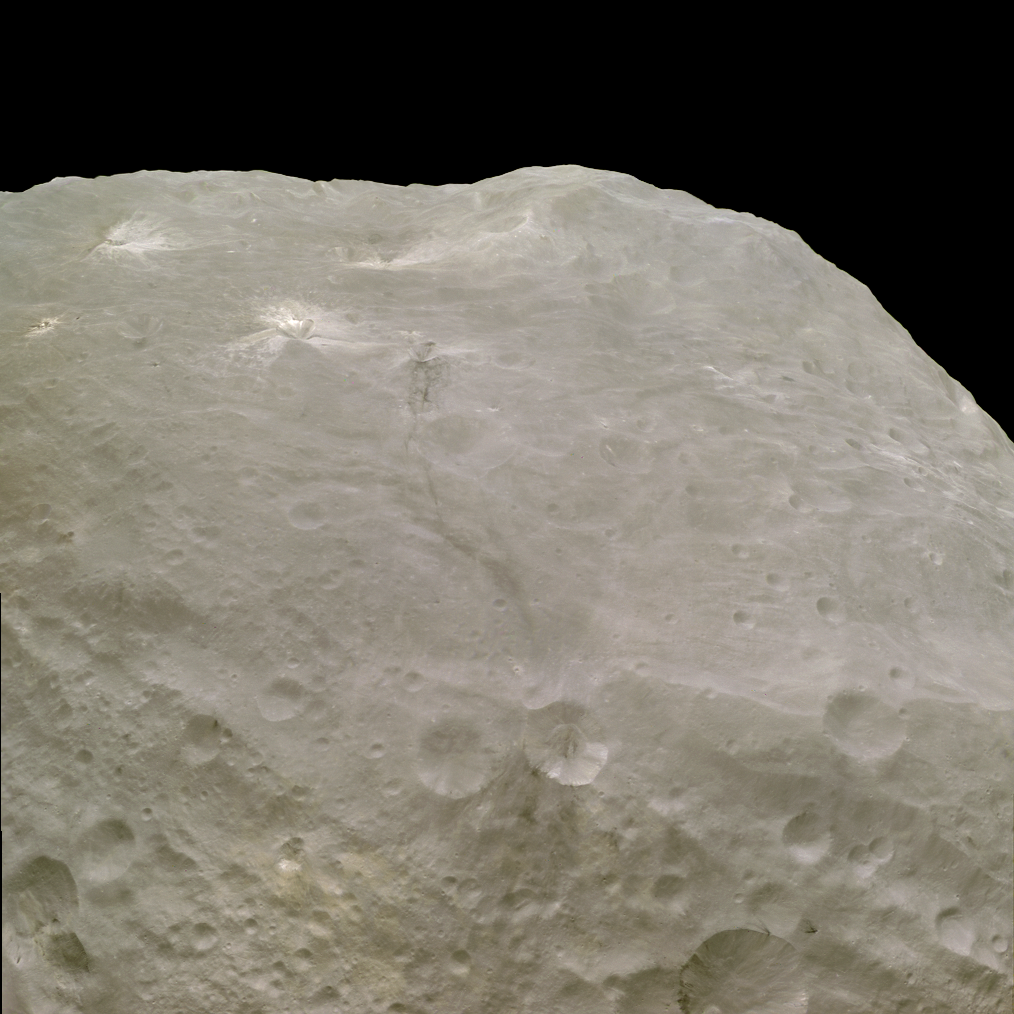

Imagini detaliate preluate în timpul altitudinii mari (60–70 m/pixel) și la altitudine joasă (~20 m/pixel) în orbite cartografiere sunt disponibile pe site-ul web al Misiunii Dawn al JPL/NASA.

## Vizibilitate

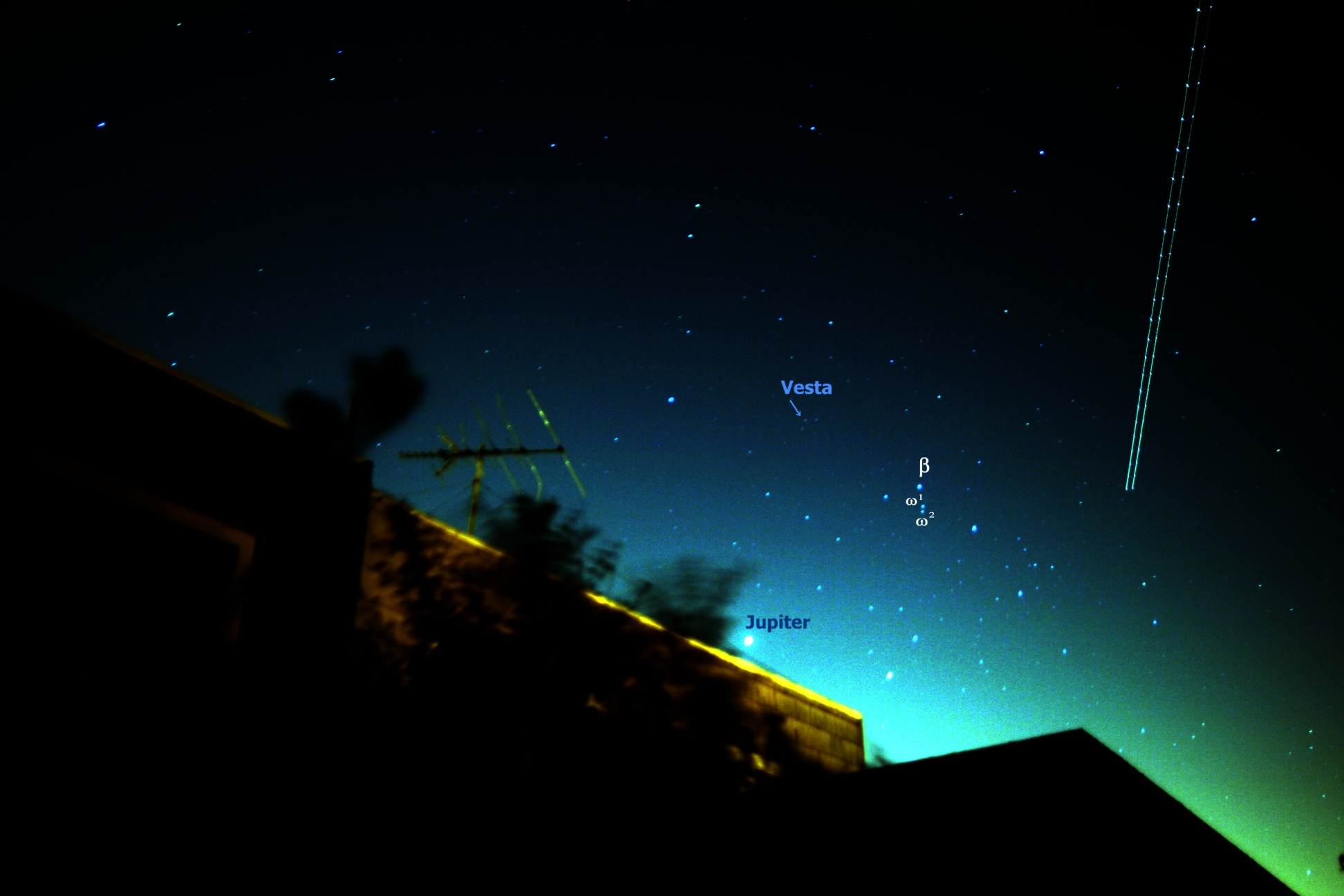
Imagine adnotată de pe suprafața Pământului în iunie 2007 cu (4) Vesta

Mărimea sa și suprafața neobișnuit de strălucitoare fac din Vesta cel mai strălucitor asteroid și este ocazional vizibil cu ochiul liber pe cerul întunecat (fără poluare luminoasă ). În mai și iunie 2007, Vesta a atins o magnitudine maximă de +5,4, cea mai strălucitoare din 1989. La acea vreme, opoziția și periheliul se aflau la doar câteva săptămâni unul de altul. A fost și mai strălucitor la opoziția din 22 iunie 2018, atingând o magnitudine de +5,3.  Opozițiile mai puțin favorabile de la sfârșitul toamnei anului 2008 în emisfera nordică aveau încă pe Vesta la o magnitudine de la +6,5 la +7,3. Chiar și atunci când este în conjuncție cu Soarele, Vesta va avea o magnitudine în jurul valorii de +8,5; astfel pe cer lipsit de poluare se poate observa cu binoclu chiar si la elongații mult mai mici decat aproape de opozitie.

### 2010–2011
În 2010, Vesta a ajuns la opoziție în constelația Leul în noaptea de 17–18 februarie, cu aproximativ magnitudinea 6,1, o luminozitate care o face vizibilă în intervalul binocular, dar în general nu cu ochiul liber. În condiții perfecte de cer întunecat, unde toată poluarea luminoasă este absentă, ar putea fi vizibilă pentru un observator experimentat fără utilizarea unui telescop sau a unui binoclu. Vesta a intrat din nou în opoziție pe 5 august 2011, în constelația Capricorn, cu o magnitudine de aproximativ 5,6.

### 2012–2013
Vesta a fost din nou în opoziție pe 9 decembrie 2012. Potrivit revistei Sky and Telescope, în acel an Vesta a ajuns la aproximativ 6 grade față de 1 Ceres în timpul iernii lui 2012 și primăverii lui 2013. Vesta orbitează Soarele în 3,63 ani și Ceres în 4,6 ani, așa că la fiecare 17,4 ani Vesta îl depășește pe Ceres (depășirea anterioară a fost în aprilie 1996). Pe 1 decembrie 2012, Vesta avea o magnitudine de 6,6, dar a scăzut la 8,4 până la 1 mai 2013.

### 2014

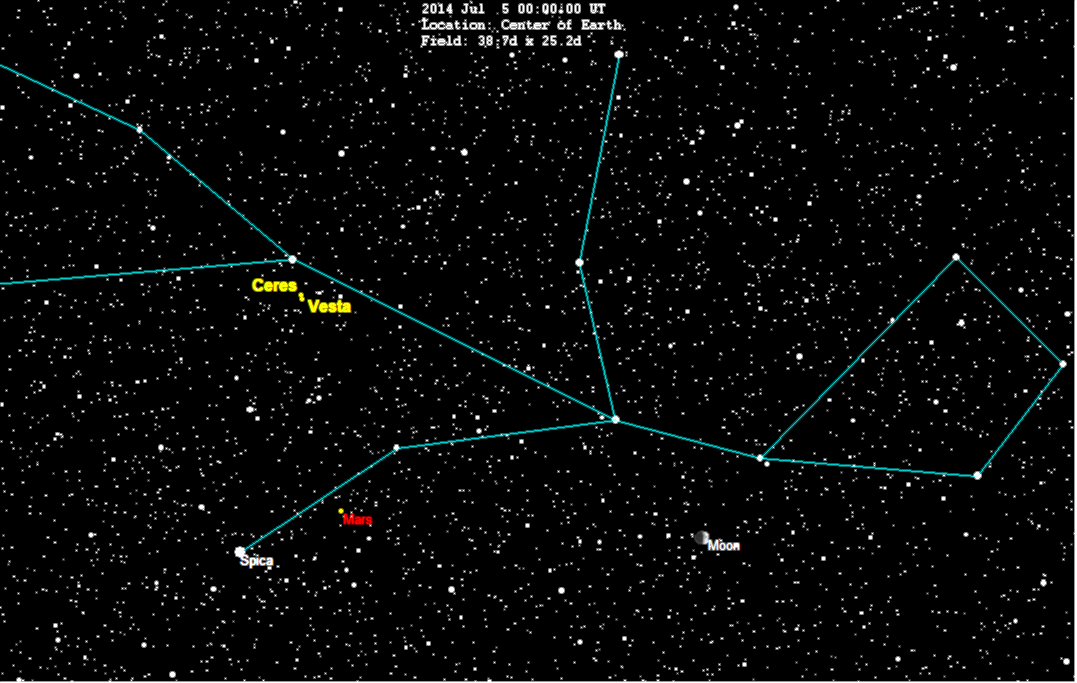
Conjuncția dintre Ceres și Vesta lângă steaua Gamma Virginis pe 5 iulie 2014 în Constelația Fecioara.

Ceres și Vesta au ajuns la un grad unul de celălalt pe cerul nopții în iulie 2014.